# Enigma

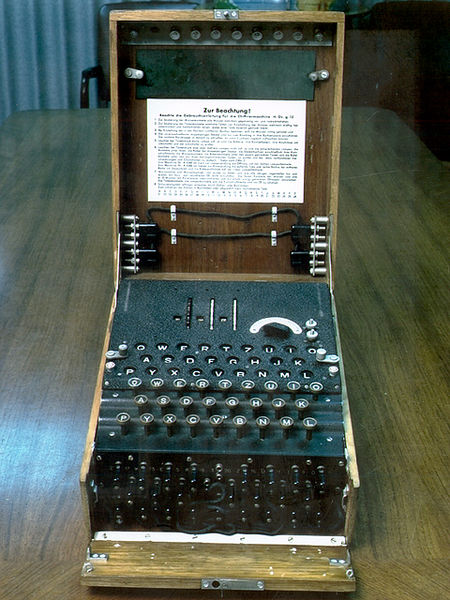
Widoczne łącznica kablowa, klawiatura, panel z lampkami i wystające przez pokrywę trzy karbowane pierścienie wirników maszyny szyfrującej Enigma

Enigma (z gr. αινιγμα „zagadka”) – niemiecka przenośna elektromechaniczna maszyna szyfrująca, oparta na mechanizmie obracających się wirników, skonstruowana przez Artura Scherbiusa. Była produkowana przez wytwórnię Scherbius & Ritter, założoną w 1918 z inicjatywy Scherbiusa oraz innego niemieckiego inżyniera Richarda Rittera, zajmującą się konstrukcją i produkcją urządzeń elektrotechnicznych, między innymi silników asynchronicznych. Scherbius odkupił prawa patentowe do innej wirnikowej maszyny szyfrującej, opracowanej przez holenderskiego inżyniera Hugona Kocha.
Hugo Koch i Artur Scherbius nie byli pierwszymi, którzy skonstruowali maszyny szyfrujące oparte na wirnikach. Poza nimi prace nad podobnymi urządzeniami prowadzili także Edward Hebern (USA, 1917) i Arvid Gerhard Damm (Szwecja, 1919), ale tylko Enigma Scherbiusa, wprowadzona najpierw na rynek cywilny, a później do instytucji państwowych, osiągnęła sukces .
Enigma była używana komercyjnie od lat 20. XX wieku, a później została zaadaptowana przez instytucje państwowe wielu krajów. Podczas II wojny światowej maszyna ta była wykorzystywana głównie przez siły zbrojne oraz inne służby państwowe i wywiadowcze Niemiec, a także innych państw. W Rzeszy wprowadzono ją w 1926 do Kriegsmarine, od 15 lipca 1928 do Wehrmachtu, od 1 sierpnia 1935 do Luftwaffe, w 1937 do policji oraz SD. Należała do rodziny elektromechanicznych wirnikowych maszyn szyfrujących i była produkowana w wielu odmianach; dwie podstawowe wersje miały charakter handlowy i wojskowy.
Po raz pierwszy szyfrogramy zakodowane przy pomocy Enigmy udało się rozszyfrować polskim kryptologom w grudniu 1932 (lub styczniu 1933) w Pałacu Saskim w Warszawie, mieszczącym siedzibę Biura Szyfrów Oddziału II Sztabu Głównego Wojska Polskiego. Praca Polaków: mjr Franciszka Pokornego, kpt. Maksymiliana Ciężkiego, inż. Antoniego Pallutha oraz uzdolnionych młodych matematyków: Mariana Rejewskiego, Jerzego Różyckiego i Henryka Zygalskiego pozwoliła na dalsze wysiłki nad dekodowaniem szyfrów stale unowocześnianych maszyn Enigma najpierw w Polsce, a po wybuchu II wojny światowej we Francji i Wielkiej Brytanii. Do wybuchu wojny pracę kryptologów wydatnie wspierali inżynierowie z Wytwórni Radiotechnicznej „AVA” którzy konstruowali sobowtóry „Enigmy” oraz urządzenia i narzędzia pomocnicze do dekryptażu.
Najczęściej odszyfrowywanymi wiadomościami były przekazy zaszyfrowane Enigmą używaną przez Wehrmacht (Wehrmacht Enigma). Brytyjski wywiad wojskowy oznaczył Enigmę kryptonimem ULTRA. Nazwa ta powstała ze względu na najwyższy stopień utajnienia faktu złamania szyfru Enigmy, wyższy niż najtajniejszy (ang. Most Secret), czyli Ultratajny.

## Opis działania

Schemat okablowania Enigmy wskazujący przepływ prądu podczas naciskania litery A, która kodowana jest jako D. Litera D daje także A w wyniku, ale A nigdy nie daje A.

Droga sygnału przez wirniki Enigmy – prąd przepływa przez zestaw wirników, walec odwracający i znów przez wirniki. Szare linie reprezentują inne możliwe drogi sygnału. Litera A jest kodowana różnie po kolejnym naciśnięciu klawisza, pierwszy raz jako G, a drugi jako C. Dzieje się tak dlatego, że prawy skrajny wirnik obraca się po każdym naciśnięciu klawisza, powodując zmianę drogi przepływu prądu.

Tak jak inne maszyny oparte na rotorach (wirnikach), Enigma jest połączeniem systemów elektrycznego i mechanicznego. Część mechaniczna składa się z alfabetycznej 26-znakowej klawiatury, zestawu osadzonych na wspólnej osi i obracających się bębenków nazywanych rotorami lub wirnikami (niem. Chiffrierwalzen), obrotowych pierścieni na wirnikach oraz mechanizmu obracającego jeden lub kilka rotorów naraz za każdym naciśnięciem klawisza.
Część elektryczną tworzą stałe i ruchome połączenia i styki (w tym klawiatury i wirników), a także łącznica kablowa. Części mechaniczne służą także jako elementy obwodu elektrycznego – właściwe kodowanie liter odbywa się elektrycznie. Po naciśnięciu klawisza obwód elektryczny zamyka się, a prąd przepływa przez elementy składowe maszyny, powodując zapalenie się jednej z wielu lampek podświetlających literę wyjściową. Na przykład jeśli kodowana wiadomość zaczyna się od liter ALA..., operator maszyny naciska najpierw literę A, która może spowodować zapalenie się lampki z literą Z. W ten sposób pierwszą literą zakodowanej wiadomości będzie Z. Następnie operator naciska klawisz z literą L, która zostaje zakodowana w analogiczny sposób, i tak dalej.
Działanie Enigmy pokazano na diagramie po lewej. Dla uproszczenia pokazano tylko 4 zestawy kodujące, lampki, klawisze, kable łącznicy, gdy w rzeczywistości było ich 26. Prąd przepływa z baterii (1) przez obwód mającego dwa styki klawisza z literą (2) do łącznicy kablowej (3). Łącznica umożliwiała zamianę dwóch liter miejscami, a jednocześnie zapewniała połączenie klawiatury (2) z walcem wstępnym (Eintrittswalze) (4). Prąd przepływa przez łącznicę kablową (3) do walca wstępnego (4), a następnie przez trzy (w przypadku zastosowania w wojskach lądowych) lub cztery (w przypadku marynarki) wirniki do bębenka odwracającego (Umkehrwalze) (6). Bęben odwracający zawraca sygnał z powrotem przez wirniki (5), ale inną drogą, do walca wstępnego (4), następnie doprowadzając go do gniazda ‘S’ łącznicy, a stamtąd przewodem (8) (Steckerverbindung) do gniazda ‘D’ i dwustykowego klawisza (9), powodując zaświecenie lampki.
Ciągłe obracanie się wirników powoduje bezustanne zmienianie drogi sygnału i kodowanie wiadomości szyfrem polialfabetycznym, zwanym też szyfrem podstawieniowym, który na ówczesne czasy zapewniał wysokie bezpieczeństwo transmisji.

### Wirniki

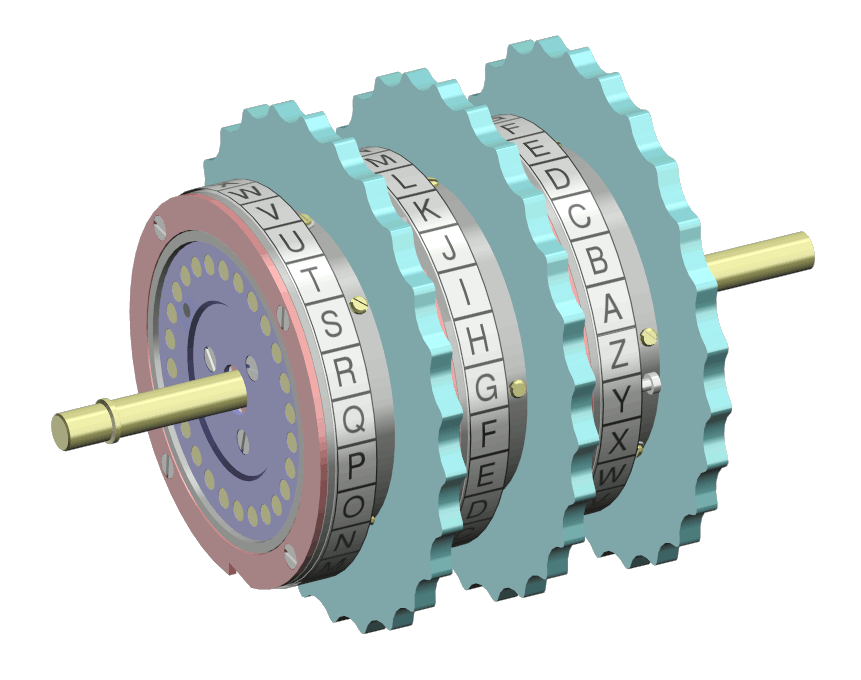
Zestaw trzech wirników

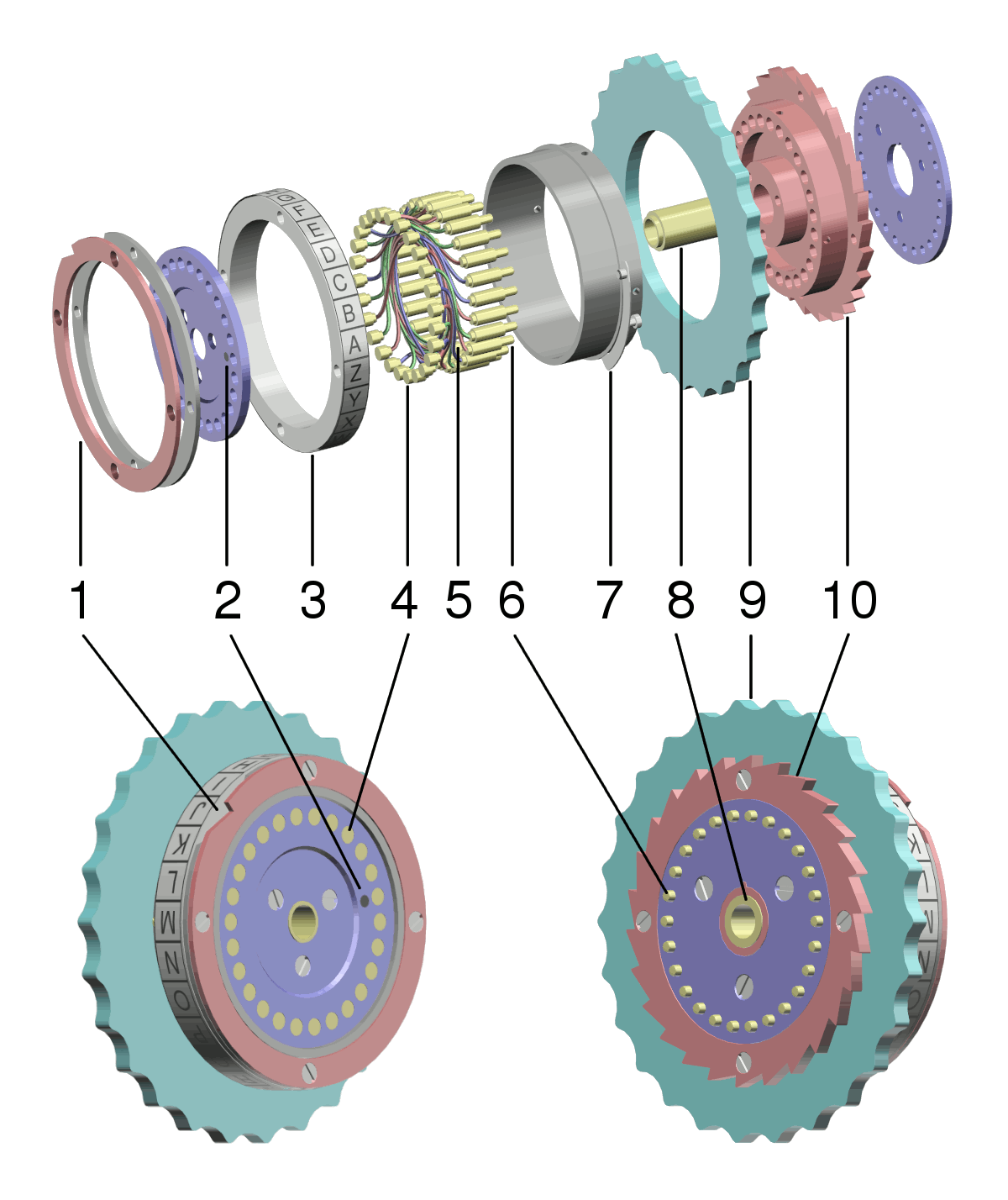
Schemat złożeniowy wirnika Enigmy
1. Pierścień z nacięciami do przeniesienia obrotu między bębenkami za pośrednictwem mechanizmu zapadkowego
2. Kropka oznaczająca styk „A”
3. Pierścień alfabetyczny (czasami numeryczny)
4. Płaskie styki elektryczne
5. Okablowanie wirnika
6. Styk elektryczny w postaci pinu na sprężynce
7. Dociskany sprężyną pierścień dźwigni do ustawiania pierścienia alfabetycznego
8. Piasta
9. Karbowany pierścień do ręcznego ustawienia wirnika
10. Zębatka mechanizmu zapadkowego

Wirniki (nazywane także bębenkami, rotorami lub walcami – po niemiecku Walzen) stanowiły serce maszyny szyfrującej Enigma. Miały one postać koła o blisko 10 cm średnicy, wykonanego z twardej gumy lub bakelitu z ułożonymi w kształt okręgu mosiężnymi pinami na sprężynkach z jednej strony i płaskimi stykami elektrycznymi z drugiej. Ułożenie pinów i styków jest takie samo, jak opis literowy na pierścieniu alfabetycznym wirnika – typowo 26 liter od A do Z. Gdy wirniki są ułożone jeden za drugim na wspólnej osi, piny jednego z nich stykają się z płaskimi stykami elektrycznymi sąsiedniego, zamykając obwód elektryczny. Wewnątrz wirnika znajdowało się 26 przewodów łączących zgodnie z założoną kombinacją piny z jednej ze stykami po drugiej stronie. Sposób okablowania był inny dla każdego typu wirnika.
Pojedynczy wirnik zapewnia tylko proste szyfrowanie szyfrem podstawieniowym. Przykładowo pin odpowiadający literze E może być połączony ze stykiem od litery T po drugiej stronie. Złożoność systemu szyfrowania polega na zastosowaniu wielu równoległych współosiowych wirników – przeważnie trzech lub czterech – oraz regularnym obracaniu ich, co zwiększa stopień komplikacji.
Po włożeniu do maszyny szyfrującej, wirnik mógł być ustawiony w jednej z 26 pozycji. Przekręcenie bębenka umożliwiał przytwierdzony do niego karbowany pierścień wystający przez górną pokrywę maszyny po jej zamknięciu. Aby operator maszyny mógł ustawić wirnik w odpowiedniej pozycji, przymocowano do niego pierścień alfabetyczny z 26 literami lub cyframi, z których właściwa, odpowiadająca nastawieniu pozycji, była widoczna w specjalnym okienku pokrywy maszyny. We wczesnych modelach maszyny pierścień alfabetyczny był zamocowany do wirnika, ale później, w celu zwiększenia komplikacji szyfru, wprowadzono wirniki o zmiennym ustawieniu pierścienia alfabetycznego, którego pozycję określano terminem Ringstellung (ustawieniem wirnika).

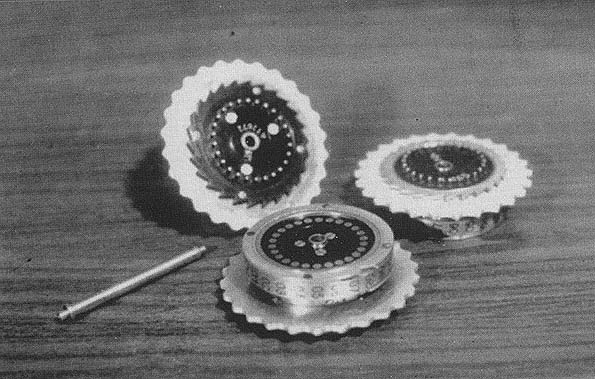
Trzy wirniki Enigmy i oś
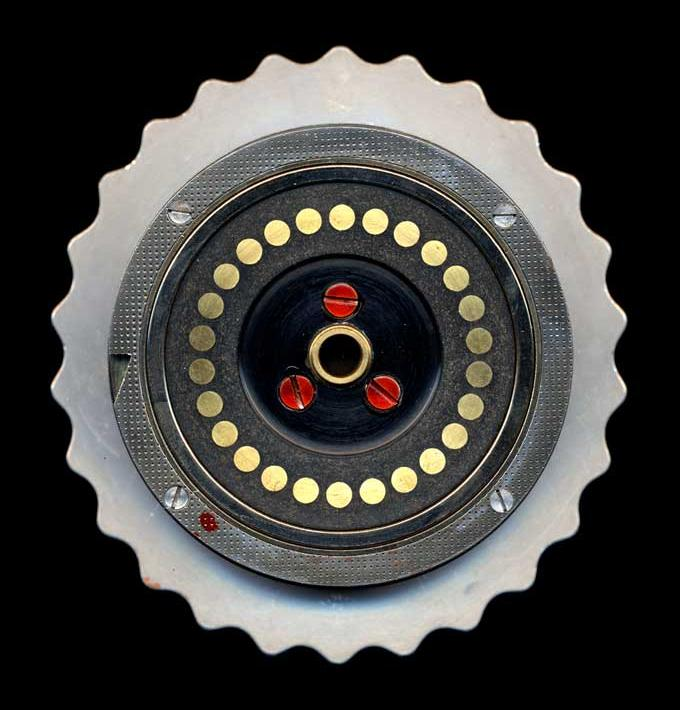
Lewa strona wirnika Enigmy z płaskimi stykami elektrycznymi. Po lewej stronie rotora widoczne wcięcie służące do jego obracania.
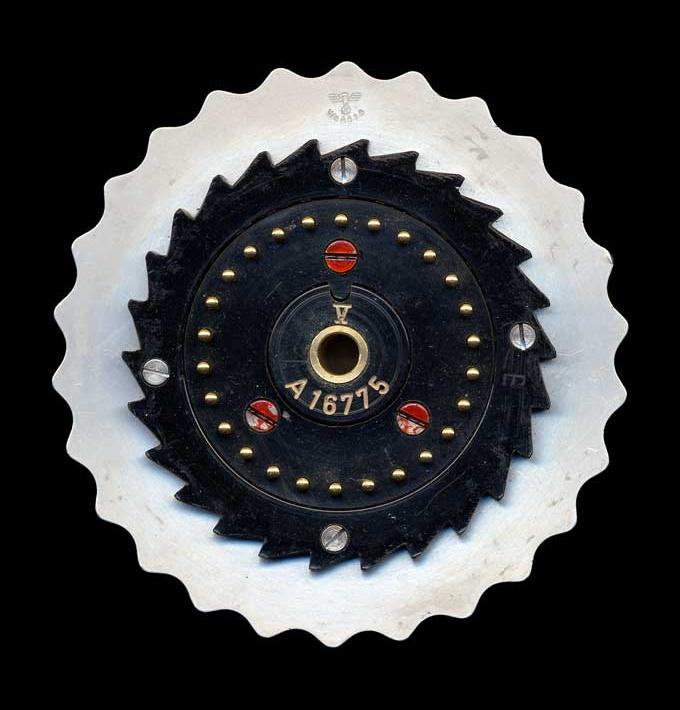
Prawa strona wirnika Enigmy ze sprężynującymi pinami styków elektrycznych. Rzymska cyfra „V” oznacza sposób okablowania wirnika.

Enigmy Sił Lądowych (Heer) i Luftwaffe były wyposażone w kilka typów wirników, chociaż zaraz po jej wprowadzeniu były tylko trzy. 15 grudnia 1938 zwiększono zestaw wirników do pięciu, z których do zamontowania w maszynie wybierano trzy. Dla odróżnienia bębenki były oznaczane rzymskimi cyframi I, II, III, IV i V. Każdy z nich miał jedno zlokalizowane w różnych miejscach pierścienia alfabetycznego wcięcie, służące do obracania go, przez co złożoność szyfru znacznie wzrastała. Założenie konstruktorów maszyny, że zastosowanie wcięcia praktycznie uniemożliwi odkodowanie wiadomości, okazało się jednak błędne, ponieważ dzięki zastosowaniu opracowanej przez Jerzego Różyckiego metody zegarowej, a później brytyjskiej Banburismus, ostatecznie szyfr Enigmy został złamany.
Rozkład okablowania wirników I–V
```
        
A B C D E F G H I J K L M N O P Q R S T U V W X Y Z

I
       E K M F L G D Q V Z N T O W Y H X U S P A I B R C J

II
      A J D K S I R U X B L H W T M C Q G Z N P Y F V O E

III
     B D F H J L C P R T X V Z N Y E I W G A K M U S Q O

IV
      E S O V P Z J A Y Q U I R H X L N F T G K D C M W B

V
       V Z B R G I T Y U P S D N H L X A W M J Q O F E C K
```

W odróżnieniu od maszyn wojsk lądowych i lotniczych Enigmy Kriegsmarine były wyposażone w większy zestaw wirników, początkowo sześć, później siedem i ostatecznie osiem. Dodatkowe wirniki oznaczone jako VI, VII i VIII były okablowane w różny sposób i miały po dwa wcięcia na wysokości liter ‘N’ i ‘A’, które umożliwiały ich częstsze obracanie.
W używanej przez Kriegsmarine Enigma M4 zastosowano czwarty wirnik, którego dodanie nie wymagało przebudowy maszyny. Zastosowano cieńszy bębenek odwracający i specjalny czwarty wirnik, który się nie obracał, a był ustawiany ręcznie w jednej z 26 pozycji. Czwarty wirnik był produkowany w dwóch wersjach – Beta i Gamma.
Rozkład okablowania wirników VI–VIII, Beta i Gamma
```
         
A B C D E F G H I J K L M N O P Q R S T U V W X Y Z

VI
       J P G V O U M F Y Q B E N H Z R D K A S X L I C T W

VII
      N Z J H G R C X M Y S W B O U F A I V L P E K Q D T

VIII
     F K Q H T L X O C B J S P D Z R A M E W N I U Y G V

Beta
     L E Y J V C N I X W P B Q M D R T A K Z G F U H O S

Gamma
    F S O K A N U E R H M B T I Y C W L Q P Z X V G J D
```

### Ruch obrotowy wirników

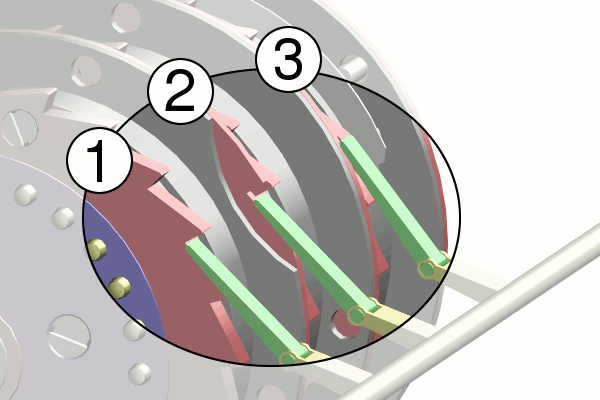
Ruch obrotowy wirników Enigmy. Wszystkie trzy zapadki (zielone) działają jednocześnie. W pierwszym wirniku (1), koło zapadkowe (czerwone) jest popychane przy każdym naciśnięciu klawisza. W tym momencie drugi wirnik (2) jest ustawiony w taki sposób, że zapadka wchodząc we wcięcie popchnie go przy następnym naciśnięciu klawisza. Trzeci z wirników (3) nie poruszy się, ponieważ wcięcie w drugim wirniku nie jest ustawione w odpowiedniej pozycji i niemożliwe jest zadziałanie zapadki.

W celu zwiększenia komplikacji kodu niektóre wirniki poruszały się nie za każdym naciśnięciem klawisza. Takie działanie zapewnia odmienne kodowanie znaku w każdej pozycji bębenków i powstanie w efekcie bardzo skomplikowanego wieloalfabetycznego szyfru podstawieniowego.
Obracanie wirników zrealizowano za pomocą mechanizmu zębatkowo-zapadkowego. Na każdy z wirników maszyny nałożono koła zębate o 26 zębach współpracujących z zapadkami. Każde naciśnięcie klawisza maszyny powoduje jednoczesne popchnięcie zapadek, które, jeśli natrafią na występ zębatki bębenka, powodują jego obrót.
W Enigmie używanej przez siły lądowe i powietrzne na wirniki założono dodatkowe koło z wcięciem. Pięć podstawowych wirników (I–V) miało po jednym wcięciu, natomiast dodatkowe wirniki maszyn Kriegsmarine (VI–VIII) – po dwa. W pewnych pozycjach wcięcie to ustawiało się w takiej pozycji, że zapadka sąsiedniego wirnika umożliwiała przestawienie dwóch bębenków jednocześnie. W przeciwnym razie zapadka ślizga się po powierzchni koła z nacięciem, nie powodując dodatkowego obrotu. Dla wirników mających jedno wcięcie dodatkowy skok drugiego bębenka następuje co 26 obrotów pierwszego bębenka i podobnie – obrót trzeciego co 26 obrotów drugiego. Drugi wirnik obraca się w taki sam sposób jak trzeci, dlatego w pewnym momencie przeskoczy on o dwa ząbki za jednym naciśnięciem klawisza, skracając swój okres obrotu (podwójny krok).
Fakt występowania podwójnego kroku w Enigmie odróżnia sposób obracania się bębenków np. od samochodowego licznika kilometrów. Podwójny krok zachodzi, gdy pierwszy wirnik skokowo wykonuje obrót, a w momencie natrafienia zapadki na wcięcie w drugim wirniku następuje przestawienie go o jeden krok do przodu. Tak samo dzieje się z trzecim wirnikiem, ale w momencie natrafienia zapadki na wcięcie zostaje on obrócony o jeden krok wraz z drugim bębenkiem. W kolejnym cyklu zapadka popycha drugi wirnik po raz kolejny (drugi raz z rzędu).
W trójwirnikowej Enigmie mającej tylko po jednym wcięciu na pierwszym i drugim bębenku powtórzenie kombinacji kodu następuje co 16 900 cykli. 26×25×26 = 16 900 (Uwaga: nie jest to 26×26×26=17576 ze względu na podwójny krok drugiego z bębenków, chociaż wszystkie wirniki mają po 26 styków). Ze względu na ograniczoną do kilkuset znaków długość zazwyczaj nadawanych wiadomości, prawdopodobieństwo powtórzenia się sekwencji kodującej było praktycznie zerowe.
Aby zrobić miejsce na czwarty wirnik kodujący Beta lub Gamma w Enigmie Kriegsmarine, która weszła do użytku w 1942 roku, zastosowano cieńszy wirnik odwracający, a sam czwarty wirnik również miał mniejszą grubość. Pozostałe mechanizmy maszyny nie uległy zmianie, nie dodano również zapadki do dodatkowego wirnika, mógł być on ustawiany jedynie ręcznie w jednej z 26 pozycji.
Po naciśnięciu klawisza na klawiaturze, najpierw następuje obrót wirników, a dopiero później jest zestawiany obwód elektryczny.

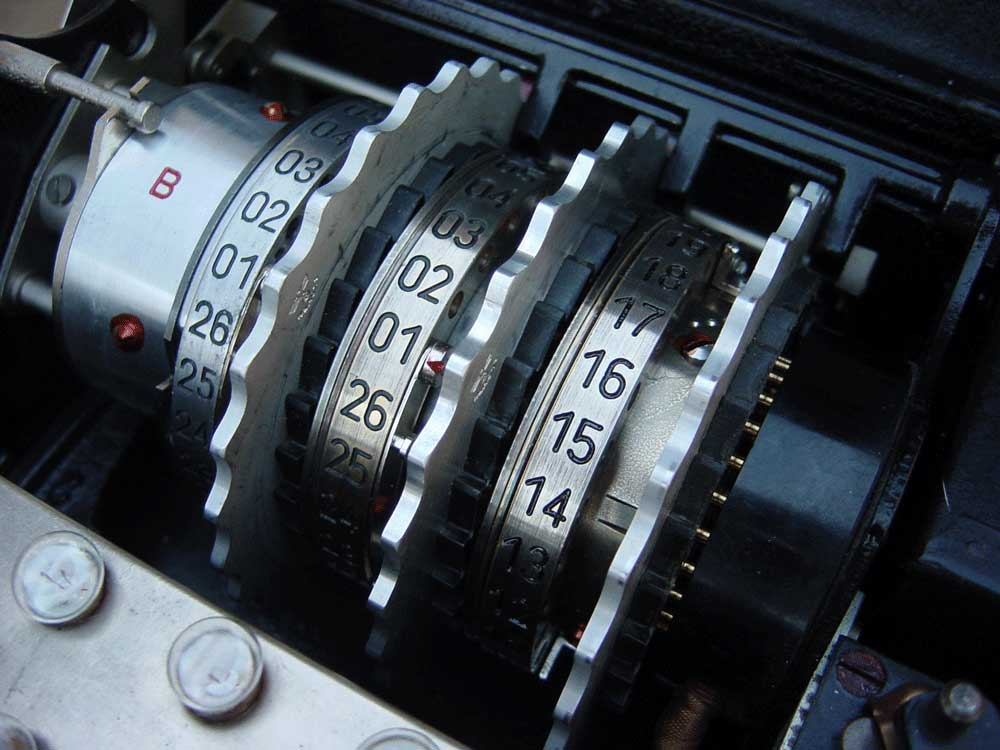
Ułożenie wirników Enigmy. Trzy obrotowe bębenki są zamontowane między dwoma nieruchomymi: walcem wstępnym i walcem odwracającym (oznaczonym literą „B”) po lewej stronie.

### Walec wstępny
Walec wstępny (niem. Eintrittswalze) lub stojan jest połączony z łącznicą kablową (jeśli jest ona obecna), albo bezpośrednio z klawiaturą i lampkami, a z drugiej strony z zestawem wirników. Chociaż sam sposób połączenia klawiatury z walcem nie ma większego znaczenia dla bezpieczeństwa kodowania, to początkowo przysporzył pewnych kłopotów Marianowi Rejewskiemu, który pracował nad odkryciem sposobu okablowania wirników. Komercyjna wersja maszyny miała klawisze połączone zgodnie z układem klawiatury: Q → A, W → B, E → C i tak dalej. Z kolei w wersji wojskowej połączona była alfabetycznie: A → A, B → B, C → C i tak dalej. Odkrycie tego faktu przez Rejewskiego umożliwiło mu opracowanie kolejnych równań, pozwalających ostatecznie na złamanie tajemnicy Enigmy.

### Walec odwracający
Z wyjątkiem pierwszych dwóch modeli Enigmy, oznaczonych literami A i B, wszystkie późniejsze maszyny miały walec odwracający, inaczej reflektor (Umkehrwalze). Było to opatentowane rozwiązanie, które odróżniało Enigmę od innych ówcześnie budowanych maszyn szyfrujących z wirnikami. Zadaniem walca odwracającego było połączenie styków elektrycznych ostatniego wirnika kodującego w pary i zawrócenie sygnału inną drogą przez zestaw wirników.
Połączenia par styków bębnów odwracających B i C (walec stały)
```
UKW B
   AY  BR  CU  DH  EQ  FS  GL  IP  JX  KN  MO  TZ  VW

UKW C
   AF  BV  CP  DJ  EI  GO  HY  KR  LZ  MX  NW  QT  SU
```

Bęben odwracający Enigmy jest symetryczny, co oznacza, że zaszyfrowana informacja jest rozkodowywana po przesłaniu jej tą samą drogą (jakby powtórnym zakodowaniu). Bęben ten nadaje Enigmie jeszcze jedną własność, mianowicie nigdy żadna litera przed zaszyfrowaniem nie może mieć tej samej wartości co zaszyfrowana (czyli nigdy A nie będzie po zaszyfrowaniu występować jako A). Wynika to z konstrukcji bębna, który zawsze zamienia znaki parami. Własność ta, choć miała być zaletą, jest w rzeczywistości błędem kryptologicznym i została wykorzystana do złamania kodu Enigmy.
W wersji komercyjnej typu C walec odwracający mógł być zainstalowany w jednej z dwóch pozycji, natomiast w nowszej wersji D w jednej z 26 pozycji, ale nie poruszał się on podczas szyfrowania. W wersji Enigmy przeznaczonej dla Abwehry walec odwracający obracał się tak samo, jak pozostałe wirniki.
Połączenia par styków bębnów odwracających B i C (obrotowy Enigmy M4)
```
UKW B
   AE  BN  CK  DQ  FU  GY  HW  IJ  LO  MP  RX  SZ  TV

UKW C
   AR  BD  CO  EJ  FN  GT  HK  IV  LM  PW  QZ  SX  UY
```

Enigmy wykorzystywane przez wojska lądowe i wojska lotnicze również miały nieruchome bębenki odwracające, które produkowano w czterech wersjach. Pierwsza z nich oznaczona jako Umkehrwalze A została zastąpiona 1 listopada 1937 przez Umkehrwalze B. Trzecia wersja Umkehrwalze C, wprowadzona w 1940, była używana bardzo krótko, prawdopodobnie na skutek błędu. Wersja Enigmy z tą wersją walca została rozkodowana przez sekcję Hut 6 ośrodka kryptologicznego w Bletchley Park. Czwartej wersji walca użyto po raz pierwszy około 2 grudnia 1944. W odróżnieniu od poprzednich Umkehrwalze D, miało zmienne uzwojenie, które mogło być przestawiane przez operatora w jedno z predefiniowanych położeń.

### Łącznica kablowa

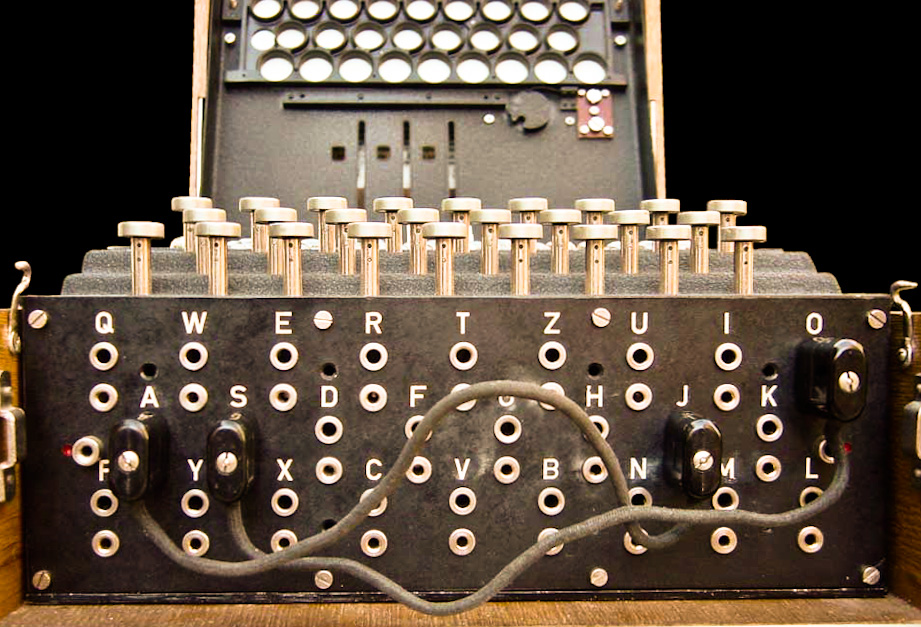
Łącznica kablowa (Steckerbrett) jest umieszczona na frontowej ściance maszyny poniżej klawiatury i jeżeli jest wykorzystywana, można na niej wykonać do 13 połączeń. Na fotografii powyżej zamieniono dwie pary liter: S–O i J–A.

Łącznica kablowa (Steckerbrett) umożliwia różnorodne okablowanie, które może być zmieniane przez operatora. Po raz pierwszy łącznicę kablową wprowadzono w 1930 do maszyn wojsk lądowych i Luftwaffe, a wkrótce zaadaptowano także w Kriegsmarine. Łącznica mimo swej prostoty pozwalała na znaczny wzrost komplikacji szyfru Enigmy, większy niż dodatkowy wirnik. Enigma bez łącznicy mogła być rozkodowana w relatywnie prosty sposób nawet metodami ręcznymi, natomiast zamiana liter przy pomocy łącznicy kablowej wymusiła zastosowanie do łamania kodów specjalnych maszyn.
Przewody łącznicy kablowej pozwalały zamienić niektóre pary liter miejscami, np. E i Q. Efektem była zamiana liter zarówno przed, jak i po przejściu sygnału przez wirniki kodujące. Przykładowo po naciśnięciu przez operatora klawisza E sygnał jest kierowany do Q, a następnie wprowadzany na wirniki. W tym samym czasie można zamienić do 13 par liter, czyli cały alfabet.
| Rozkład gniazd łącznicy kablowej Q W E R T Z U I O A S D F G H J K P Y X C V B N M L |

Sygnał elektryczny biegnie z klawiatury przez łącznicę kablową do walca wstępnego (Eintrittswalze). Każda litera na łącznicy ma dwa gniazda na wtyki bananowe, w które wkłada się wtyczkę. Po włożeniu wtyczek następuje odłączenie górnych wtyków od klawiatury i dolnych od walca wstępnego maszyny. Sygnał elektryczny przebiega kablem, zamieniając połączenia dwóch liter miejscami.

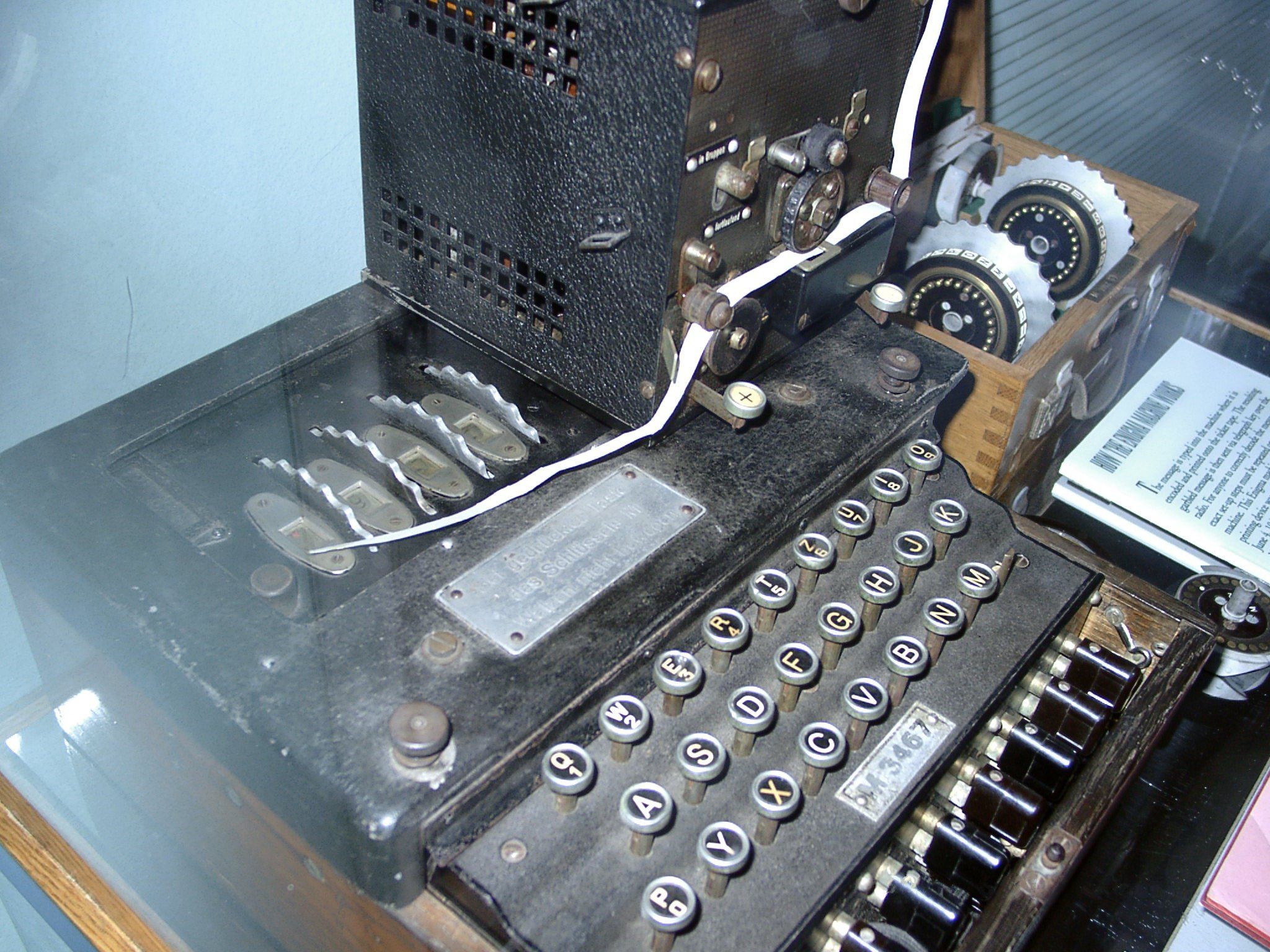
Schreibmax – moduł drukujący dołączany do Enigmy, który likwidował konieczność ręcznego zapisywania liter pojawiających się na panelu z lampkami

### Akcesoria dodatkowe

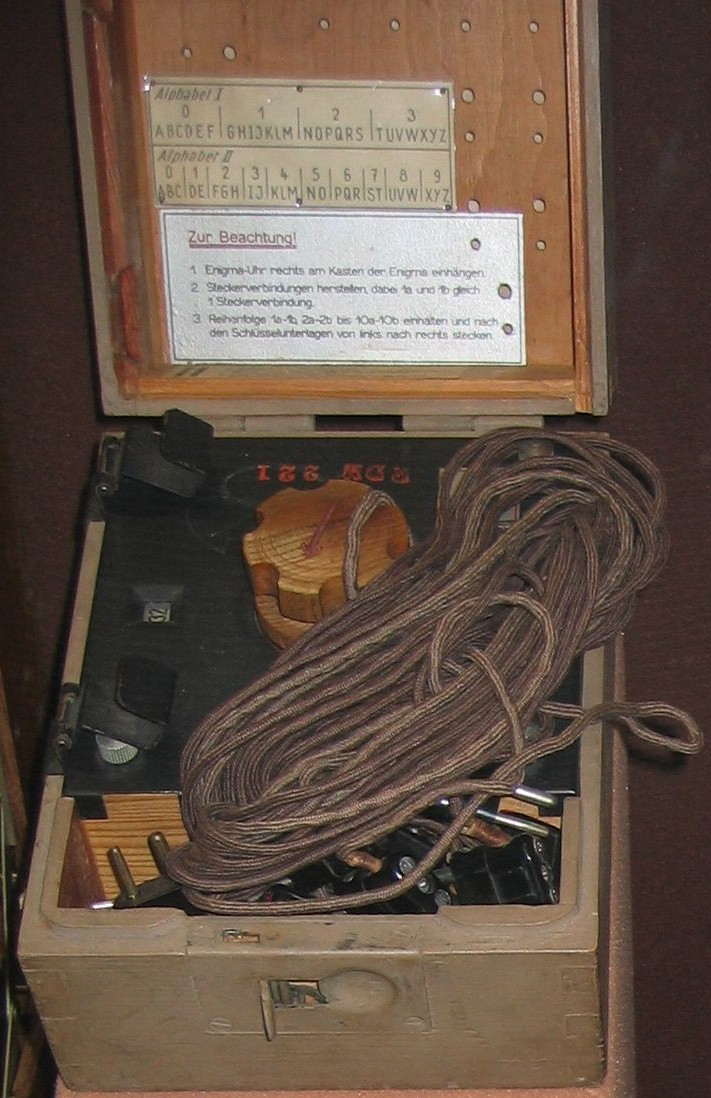
Moduł Uhr do Enigmy

Bardzo przydatnym dodatkowym oprzyrządowaniem Enigmy M4 był Schreibmax, mała drukarka, która mogła drukować cały zestaw 26 znaków na wąskiej papierowej taśmie. Zastosowanie tego urządzenia umożliwiło rezygnację z drugiego operatora, którego zadaniem było odczytywanie z lampek i zapisywanie odkodowanej wiadomości. Schreibmax był instalowany na górnej pokrywie maszyny i podłączany zamiast panelu z lampkami, który na czas używania drukarki demontowano. Poza oczywistą wygodą użytkowania, zastosowanie Schreibmaxa zwiększyło również bezpieczeństwo transmisji, gdyż możliwe było zdalne zainstalowanie drukarki, choćby w drugim pomieszczeniu, co uniemożliwiało wprowadzającemu szyfrogram operatorowi odczytanie zdekodowanej wiadomości.
Innym przydatnym akcesorium był dodatkowy zdalny panel z lampkami, który tak jak w przypadku Schreibmaksa umożliwiał odczyt wiadomości w innym pomieszczeniu lub poza zasięgiem wzroku operatora. Wersje Enigmy wyposażone w dodatkowy panel miały większą skrzynię, pozwalającą na zmieszczenie go w odpowiedniej przegródce.
W 1944 Luftwaffe wprowadziła dodatkowy przełącznik łącznicy kablowej, nazywany Uhr (zegar). Miał on postać małego pudełka z 40-pozycyjnym przełącznikiem obrotowym, zastępującym dotychczasowe wtyczki. Po podłączeniu urządzenia do Enigmy zgodnie z aktualnym kluczem dziennym, operator mógł wybrać poprzez obrót gałki jedną z 40 pozycji, z której każda odpowiadała innej kombinacji okablowania.

### Opis matematyczny
Maszyna szyfrująca Enigma koduje litery w taki sposób, że każda z nich może być opisana matematycznie jako wynik permutacji. Na przykładzie trójwirnikowej Enigmy, używanej przez niemieckie siły lądowe i Luftwaffe, będzie to wyglądało następująco: niech {\displaystyle P} oznacza przekształcenie na łącznicy kablowej, {\displaystyle U} oznacza walec odwracający, a {\displaystyle L,} {\displaystyle M,} {\displaystyle R} oznaczają działania na trzech kolejnych wirnikach. Szyfrowanie {\displaystyle E} można wyrazić jako:
{\displaystyle E=PRMLUL^{-1}M^{-1}R^{-1}P^{-1}.}
Po każdym naciśnięciu klawisza wirniki obracają się, zmieniając przekształcenie. Przykładowo, jeśli pierwszy z prawej wirnik {\displaystyle R} obróci się o {\displaystyle i} pozycji, przekształcenie będzie miało postać {\displaystyle \rho ^{i}R\rho ^{-i},} gdzie {\displaystyle \rho } jest permutacją cykliczną odwzorowującą A na B, B na C,... Z na A. Podobnie ruch wirników środkowego {\displaystyle M} i ostatniego z lewej {\displaystyle L} mogą być przedstawione jako obrót {\displaystyle M} o {\displaystyle j} pozycji i obrót {\displaystyle L} o {\displaystyle k} pozycji. Funkcja szyfrowania ma wtedy postać:
{\displaystyle E=P(\rho ^{i}R\rho ^{-i})(\rho ^{j}M\rho ^{-j})(\rho ^{k}L\rho ^{-k})U(\rho ^{k}L^{-1}\rho ^{-k})(\rho ^{j}M^{-1}\rho ^{-j})(\rho ^{i}R^{-1}\rho ^{-i})P^{-1}.}

## Procedury używania Enigmy

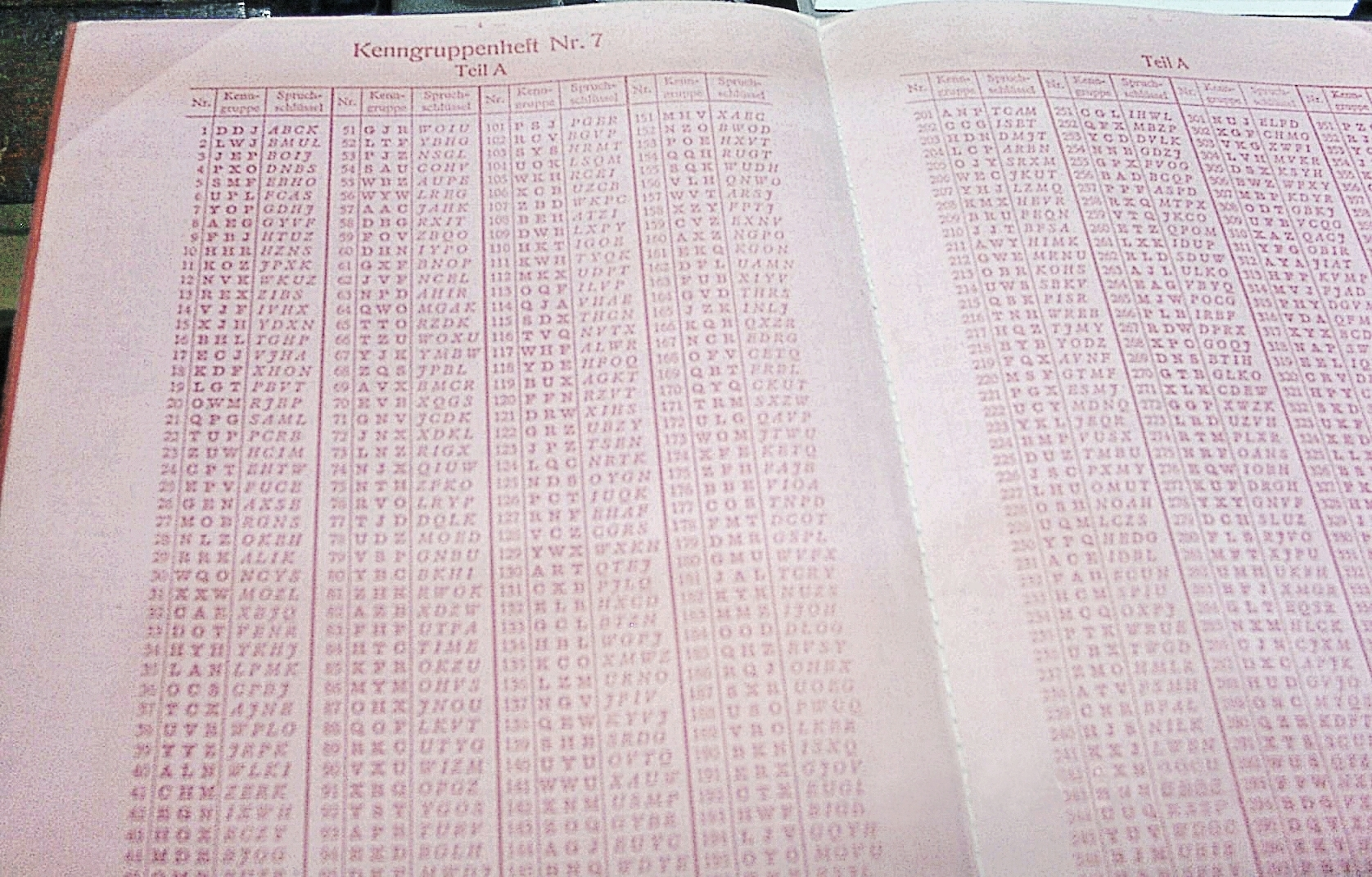
Aby skutecznie szyfrować informacje, Enigma wymagała listy kluczy dziennych oraz dodatkowych danych o kodach. Procedury używania Enigmy w Kriegsmarine były o wiele bardziej szczegółowe i bezpieczniejsze, niż stosowane w innych rodzajach sił zbrojnych. Książka kodowa Kriegsmarine była drukowana czerwonym tuszem rozpuszczalnym w wodzie na różowym papierze, co miało zapewnić łatwość jej zniszczenia w przypadku niebezpieczeństwa przejęcia jej przez nieprzyjaciela. Widoczna na fotografii książka kodowa została przechwycona wraz z U-Bootem U-505.

Niemiecka komunikacja wojskowa została podzielona na wiele różnych sieci, z których każda używała innych ustawień dla używanych w niej maszyn szyfrujących Enigma. Sieci te w ośrodku kryptologicznym w Bletchley Park nosiły nazwę kluczy (ang. keys) i przypisano im dodatkowe kryptonimy kodowe, takie jak Red, Chaffinch i Shark. Każda z jednostek działających w danej sieci otrzymywała co pewien czas listy ustawień Enigmy. W celu pomyślnego przesłania wiadomości zarówno maszyna nadawcza, jak i odbiorcza musiały być identycznie ustawione, włączając w to ten sam zestaw wirników ustawionych w takich samych pozycjach startowych i z identycznie okablowaną łącznicą kablową. Wszystkie dane o ustawieniach maszyn ustalano z wyprzedzeniem i drukowano w postaci książek kodowych.
Początkowe ustawienie Enigmy, jej klucz zawierał następujące dane:
- kolejność wirników (Walzenlage) – zestaw typów wirników (patrz wyżej) oraz kolejność, w jakiej miały być zamontowane;
- początkowa pozycja wirników – wybierana przez operatora, odmienna dla każdej wiadomości;
- ustawienie wirników (Ringstellung) – pozycja w jakiej należało ustawić pierścienie alfabetyczne w zależności od okablowania wirników.
- ustawienie łącznicy kablowej (Steckerverbindungen) – schemat połączenia wtyczek na łącznicy kablowej;
- w późnych wersjach – sposób okablowania walca odwracającego.

Enigma została zaprojektowana w taki sposób, że transmisja musiała być bezpieczna także w przypadku, gdy sposób okablowania wirników był znany dla podsłuchującego. W praktyce jednak dane na temat okablowania wirników były tajne. Z użyciem wirnika o nieznanym sposobie kablowania przybliżona liczba wszystkich ustawień wynosiła około 3.28 * 10114 (około 380 bitów), natomiast w przypadku wirników o jawnym sposobie kablowania oraz znajomości ustawień malała ona do około 1023 (76 bitów). Użytkownicy Enigmy byli pewni, że bezpieczeństwo przekazu jest całkowite ze względu na olbrzymią liczbę możliwych kombinacji ustawień maszyny, a jedyną metodą rozkodowania wiadomości jest atak metodą brute force.

### Procedury
Większość kluczy obowiązywała przez określony czas, przeważnie jeden dzień, jednak do szyfrowania każdej wiadomości wirniki były ustawiane indywidualnie. Postępowano tak dlatego, że duża liczba przekazów zaszyfrowanych w ten sam lub podobny sposób stanowiła doskonały materiał dla kryptologów do analizy częstościowej i łatwiejszego złamania szyfru. Związane to było także z tym, że typowa depesza wojskowa na początku zawierała identyfikator (zwykle kryptonim) nadawcy. Powodowało to, że w przypadku nadawców przesyłających dużą liczbę depesz (np. sztabów wysokiego szczebla) otrzymywano dużą liczbę depesz o identycznym początku (zaszyfrowany identyfikator nadawcy, który wywiad przeciwnika zwykle znał), co mogło ułatwić atak kryptologiczny. Aby temu przeciwdziałać, dla każdej wiadomości wprowadzano indywidualne ustawienia, podobnie jak we współczesnej kryptografii stosuje się wektor startowy. Zaszyfrowana właściwa pozycja wirników była transmitowana tuż przed głównym szyfrogramem. Procedura ta, nazywana procedurą wstępną, choć miała podnieść bezpieczeństwo, to przez błędy szyfrantów niemieckich pozwoliła na złamanie pierwszych wersji Enigmy.

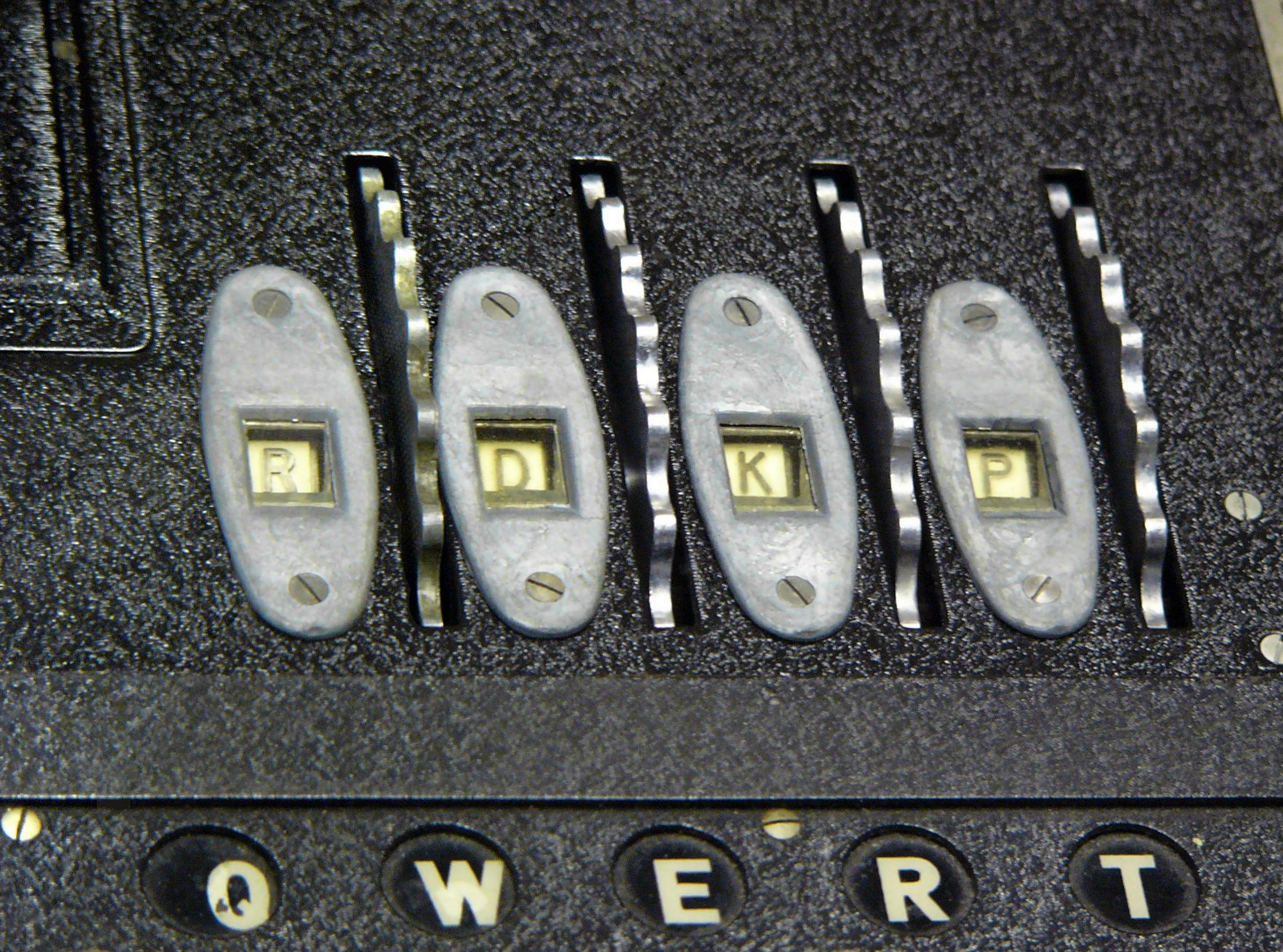
Gotowa do pracy Enigma z zamkniętą pokrywą wierzchnią. Pierścienie ręcznego ustawiania wirników przechodzą przez pokrywę, umożliwiając ich ustawienie przez operatora w żądanej pozycji. Ustawienie, w tym wypadku RDKP, jest widoczne w okienkach.

Jedna z pierwszych procedur wstępnych została wykorzystana przez polskich kryptologów do pierwszego złamania szyfru Enigmy. Polegała ona na ustawieniu wirników zgodnie z kluczem dziennym, odczytanym z książki kodowej. Początkowe ustawienie wirników (Grundstellung) mogło mieć postać AOH i taką kombinację ustawiał operator. Następnie wybierano przypadkową kombinację ustawień wirników np. EIN, która stawała się indywidualnym kluczem wiadomości. Klucz wiadomości był wpisywany dwukrotnie (w celu uniknięcia błędów) jako EINEIN i po zaszyfrowaniu mógł mieć postać XHTLOA, którą nadawano na początku przekazu szyfrowanego. Po nadaniu klucza operator ustawiał wirniki maszyny w pozycji EIN i rozpoczynał wpisywanie wiadomości do zaszyfrowania.
Procedura odbiorcza była operacją odwrotną. Najpierw w maszynę ustawioną zgodnie z kluczem dziennym wpisywano pierwszą odebraną sekwencję znaków XHTLOA, która po rozkodowaniu dawała indywidualny klucz szyfrogramu EINEIN. Następnie operator ustawiał wirniki Enigmy w pozycję EIN i przystępował do dekodowania właściwego przekazu.
Pierwszym błędem procedury wstępnej było nadawanie w początkowym okresie używania Enigmy indywidualnego klucza wiadomości tekstem otwartym. Drugim – konstruowanie klucza wiadomości z trzech znaków nadawanych dwukrotnie, co pozwoliło na odkrycie relacji pomiędzy pierwszym i czwartym znakiem, drugim i piątym, oraz trzecim i szóstym. Oba te niedostateczne zabezpieczenia transmisji pozwoliły pracownikom polskiego Biura Szyfrów na odtworzenie działania Enigmy i dekodowanie wiadomości. W 1940 roku zmieniono procedurę wstępną, zwiększając bezpieczeństwo szyfrów. Inne błędy szyfrantów niemieckich związane z tą procedurą to:
- stosowanie klucza, stanowiącego powtórzenie tej samej litery (np. AAA, BBB);
- stosowanie klucza, złożonego z liter leżących w alfabecie obok siebie (np. ABC) lub leżących obok siebie na klawiaturze;
- stosowanie klucza, będącego wyrazem w języku niemieckim (np. EIN oznacza jeden);
- stosowanie w wielu depeszach tego samego klucza, np. inicjałów szyfranta, jego bliskiej osoby etc.

Podczas II wojny światowej książki kodowe Enigmy zawierały tylko dane na temat zestawu wirników i ich wzajemnego ułożenia, bez kluczy dziennych. Dla każdej wiadomości operator wybierał przypadkowe ustawienie początkowe wirników, np. WZA i przypadkowy klucz wiadomości np. SXT. Po ustawieniu wirników Enigmy w położenie WZA wpisywał klucz wiadomości SXT, otrzymując przykładowo ciąg znaków UHL. Następnie ustawiał wirniki maszyny w położenie SXT i kodował resztę informacji. Transmitowany meldunek rozpoczynał się od ciągu znaków mówiącego o ustawieniu początkowym WZA, następnie zakodowanego klucza wiadomości UHL, a na końcu właściwej treści szyfrogramu. Odbierający wiadomość operator wykonywał operacje odwrotne: najpierw ustawiał wirniki w pozycję WZA i dekodował z ciągu UHL klucz wiadomości SXT. Następnie ustawiał maszynę zgodnie z kluczem SXT i deszyfrował przekaz. Ta procedura wstępna była znacznie bezpieczniejsza niż przedwojenne, ponieważ nie zawierała podwójnej sekwencji znaków.
Procedura ta była wykorzystywana tylko przez siły lądowe i Luftwaffe. Stosowane przez Kriegsmarine były znacznie bardziej złożone. Wiadomość przeznaczona do zakodowania Enigmą musiała być wstępnie zakodowana na podstawie Kurzsignalheft, książki skrótów kodowych, zawierającej tabele zamieniające całe sentencje i zwroty na czteroliterowe grupy liter. Uwzględniono każde możliwe wyrażenie i każdy temat wiadomości i sytuacji na morzu. Oddzielne kody posiadały operacje tankowania i zaopatrzenia na morzu, nazwy zatok, państw, broni, pogody, pozycji wrogich jednostek, czasu, współrzędnych itd. Celem przyjęcia takiego rozwiązania było nie tylko utrudnienie złamania szyfru, ale także umożliwienie przekazania jak największej informacji w formie jak najkrótszej depeszy, w celu uniknięcia namierzenia. Druga książka kodowa zawierała Kenngruppen i Spruchschlüssel, czyli klucze identyfikacyjne i klucze wiadomości.

### Skróty i wytyczne
Enigma wykorzystywana w wojsku używała 26-literowego alfabetu. Znaki przestankowe zastępowane były przez rzadko występujące sekwencje liter. Spacja była zwykle pomijana lub zastępowana literą X, która była też używana jako kropka (lub przecinek dziesiętny). Niektóre znaki były różnie wykorzystywane przez różne siły zbrojne. Heer i Luftwaffe zamiast przecinka wykorzystywały ZZ, a zamiast znaku zapytania – frazę FRAGE lub FRAQ. Kriegsmarine z kolei zamiast przecinka wykorzystywała literę Y, a zamiast znaku zapytania – UD. Litery CH, jak w wyrazie Acht (osiem) lub Richtung (kierunek), były zastępowane przez Q (AQT, RIQTUNG). Dwa, trzy lub cztery zera zastępowane były przez odpowiednio: CENTA, MILLE oraz MYRIA.
Heer i Luftwaffe przesyłały wiadomości w postaci pięcioliterowych grup. Kriegsmarine używała innych czterowirnikowych maszyn Enigma i inaczej przesyłano też meldunki, w postaci grup czteroliterowych. Najczęściej używane słowa w celu zamaskowania ich w kodzie wiadomości pisano na różne sposoby. Przykładowo słowo Minensuchboot (trałowiec) pisano jako MINENSUCHBOOT, MINBOOT, MMMBOOT lub MMM354. Aby dodatkowo utrudnić pracę kryptologom, wprowadzono ograniczenie długości meldunku do 250 znaków. Dłuższe przekazy dzielono na części, z których każda miała swój własny klucz wiadomości.

## Historia powstania Enigmy
Zanim Enigma osiągnęła swą ostateczną formę, zbudowano wiele odmian i modeli tej maszyny. Najwcześniejsze Enigmy, które pojawiły się na początku lat 20. XX wieku, były maszynami przeznaczonymi na rynek cywilny. W połowie lat 20. zaczęły ich używać także niemieckie siły zbrojne, wprowadzając całą gamę różnego rodzaju usprawnień, zwiększających bezpieczeństwo przekazywanych meldunków. Dodatkowo wiele innych państw zaadaptowało Enigmę do swoich własnych potrzeb lub wykorzystało podobną zasadę działania we własnych maszynach szyfrujących (patrz niżej).

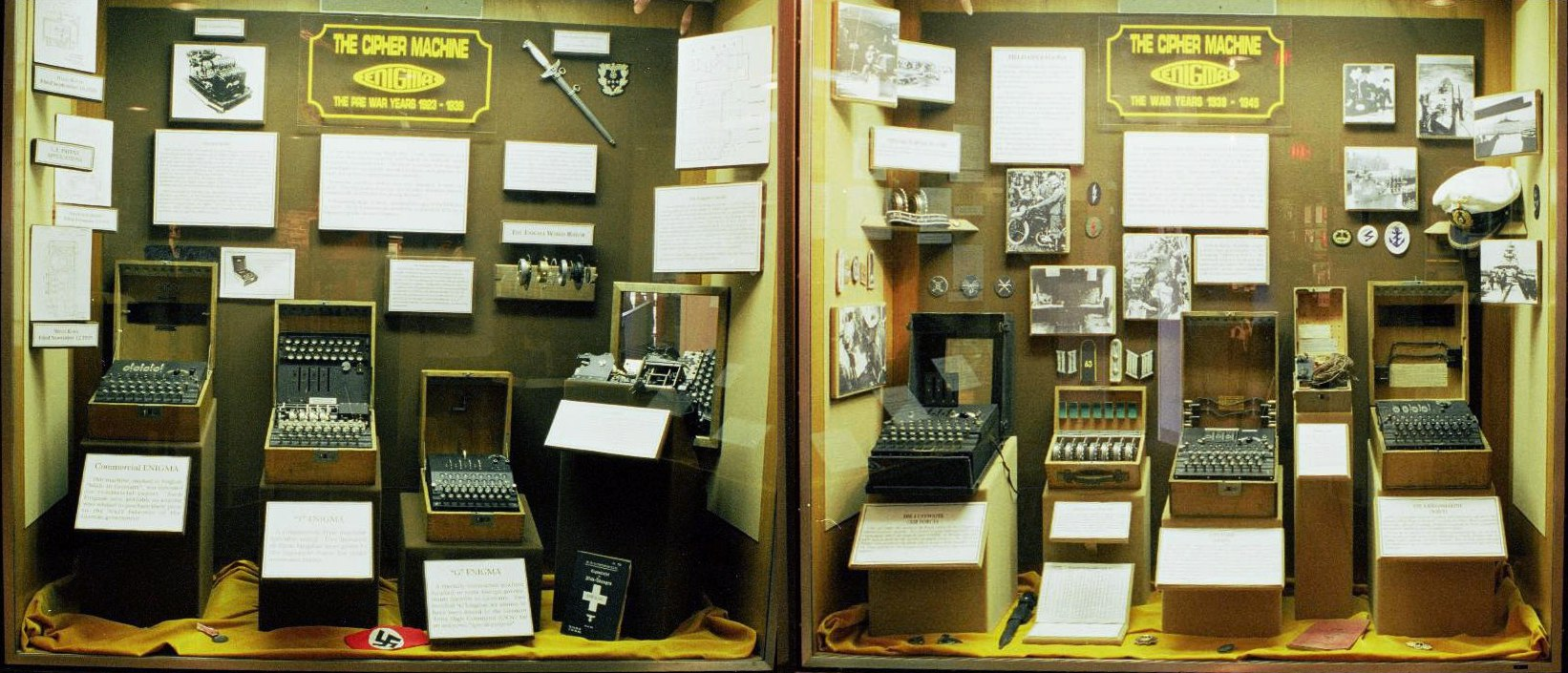
Ekspozycja siedmiu wybranych typów Enigmy wraz z oprzyrządowaniem na wystawie w amerykańskim Narodowym Muzeum Kryptografii. Od lewej: 1) Handlowa (cywilna) Enigma; 2) Enigma T; 3) Enigma G; 4) Nieznany typ Enigmy; 5) Enigma Luftwaffe; 6) Enigma sił lądowych; 7) Enigma M4 Kriegsmarine.

### Wersja handlowa Enigmy

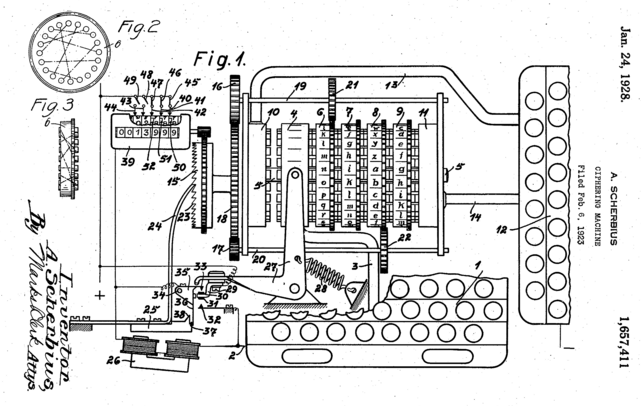
Rysunek z patentu amerykańskiego z 1928 roku na maszynę Enigma, uzyskanego przez niemieckiego inżyniera Artura Scherbiusa

23 lutego 1918 roku niemiecki inżynier Artur Scherbius złożył wniosek o przyznanie patentu na wirnikową maszynę szyfrującą oraz założył wraz z Richardem Ritterem firmę Scherbius & Ritter, której celem była produkcja tego urządzenia. Obaj przedstawili projekt maszyny zarówno niemieckiej Kriegsmarine, jak i Ministerstwu Spraw Zagranicznych, ale nie uzyskali zainteresowania żadnej z tych instytucji. Wobec tego przekazali prawa patentowe firmie Gewerkschaft Securitas, z której 9 lipca 1923 powstało Chiffriermaschinen Aktien-Gesellschaft (Maszyny Szyfrujące Spółka Akcyjna), w której Scherbius i Ritter zostali członkami zarządu.

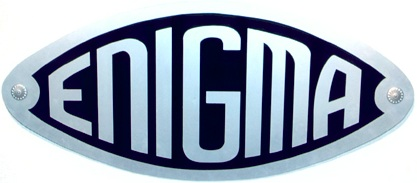
Logo Enigmy

W Chiffriermaschinen AG rozpoczęto produkcję i reklamowanie wirnikowej maszyny szyfrującej Enigma model A, wystawiając ją na kongresie Powszechnego Związku Pocztowego w latach 1923 i 1924. Pierwszy model był duży 65×45×35 cm i ciężki (ok. 50 kg), głównie ze względu na zintegrowaną maszynę do pisania. Druga wersja – model B – miała bardzo podobną konstrukcję. Chociaż noszące tę samą nazwę Enigma, oba modele A i B maszyny różniły się od późniejszych wersji nie tylko wymiarami i masą, ale także sposobem kodowania, ponieważ nie posiadały walca odwracającego.
Walec odwracający – wymyślony przez kolegę Scherbiusa Williego Korna – został wprowadzony po raz pierwszy w maszynie Enigma C w 1926 roku. Element ten stał się kluczowym w konstrukcji maszyn Enigma.
Wersja C była mniejsza i w odróżnieniu od poprzedników nadawała się do przenoszenia. Zrezygnowano w niej ze zintegrowanej maszyny do pisania, wprowadzając w zamian panel z literami podświetlanymi żarówkami. Dla odróżnienia od pierwszych odmian A i B, Enigmę C nazywano czasem świecącą Enigmą. Enigma C była używana dość krótko, gdyż już w 1927 roku zastąpiono ją maszyną Enigma D, która poza Niemcami była wykorzystywana również w Szwecji, Holandii, Anglii, Japonii, Włoszech, Hiszpanii, Stanach Zjednoczonych i Polsce.

### Wersja wojskowa Enigmy

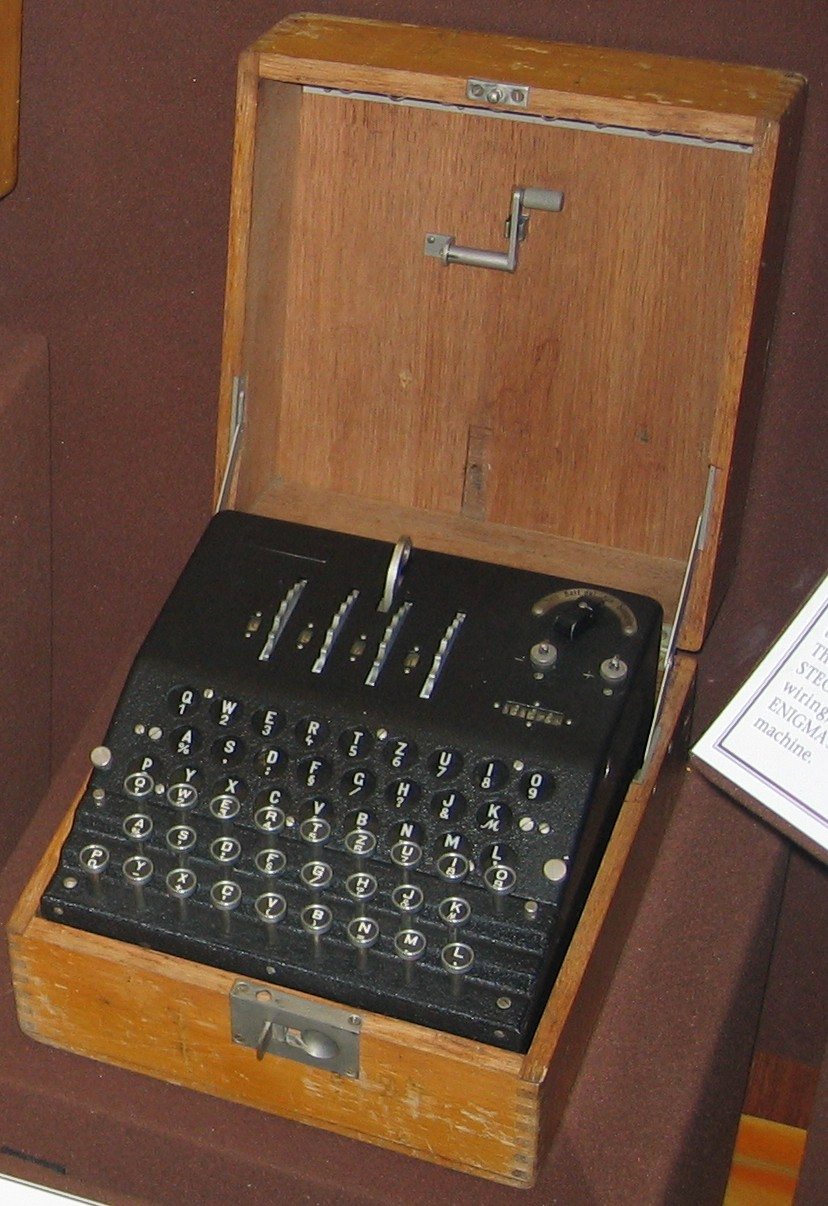
Enigma G, wykorzystywana przez Abwehrę, posiadała cztery wirniki z wieloma wcięciami mechanizmu zapadkowego, ale bez przełącznicy kablowej.

Kriegsmarine jako pierwsza w Niemczech przyjęła na wyposażenie maszyny Enigma, oznaczone jako Funkschlüssel C (Koder radiowy C), którą wprowadzono do produkcji w 1925, a do służby w 1926. Klawiatura maszyny i panel z lampkami zawierały 29 liter – A–Z, Ä, Ö i Ü – które były umieszczone alfabetycznie, a nie tak jak na standardowej klawiaturze niemieckiej QWERTZU. Wirniki posiadały 28 znaków, a styki litery X były połączone na wprost, bez zamiany. Do szyfrowania wybierano trzy z zestawu pięciu typów wirników, a walec odwracający mógł być zainstalowany w jednej z czterech pozycji oznaczonych jako α, β, γ i δ. Niedługo potem w lipcu 1933 konstrukcja maszyny została zmodyfikowana .
Od 15 lipca 1928 niemiecka Reichswehra wprowadziła do służby własną wersję Enigmy, oznaczoną jako Enigma G, która w lipcu 1930 została zmodyfikowana do wersji Enigma I. Jest ona również nazywana Enigmą Wehrmachtu lub Enigmą Służb i była intensywnie używana także przez inne niemieckie organizacje wojskowe i rządowe (takie jak kolej niemiecka), zarówno przed, jak i w czasie II wojny światowej. Główną różnicą między handlową wersją Enigmy i Enigmą I było dodanie łącznicy kablowej do zamiany liter parami, co zwiększało bezpieczeństwo szyfru maszyny. Innymi różnicami były zastosowanie nieruchomego walca odwracającego i przeniesienie wcięć zębatki obracającej wirniki z obudowy wirnika na pierścień alfabetyczny.

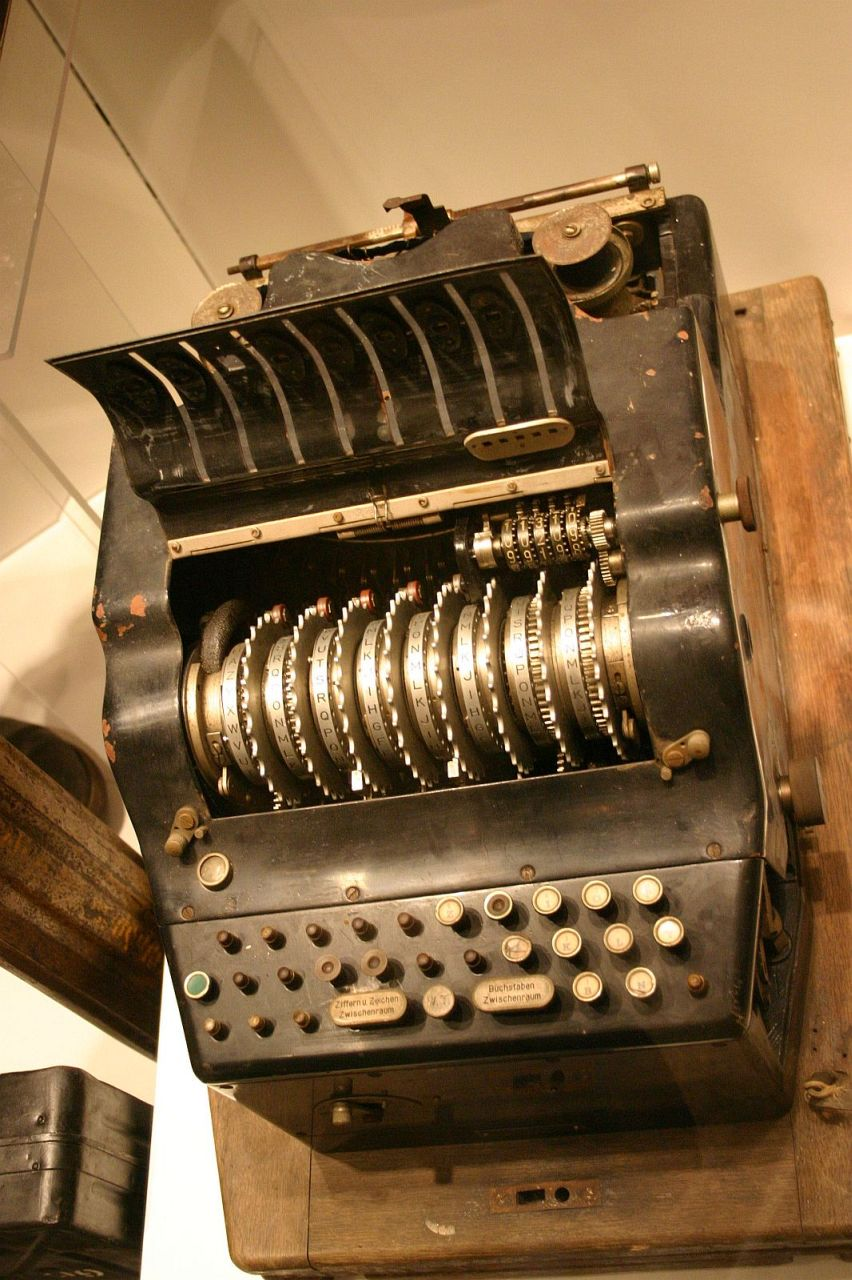
Rzadka 8-wirnikowa Enigma II

W 1930 OKH zasugerował Kriegsmarine zaadaptowanie Enigmy do własnych potrzeb, prezentując zwiększone bezpieczeństwo wersji z łącznicą kablową oraz łatwiejszą łączność między rodzajami sił zbrojnych. Ostatecznie Kriegsmarine przyjęła Enigmę na wyposażenie w 1934, wybierając zmodyfikowaną wersję, używaną przez siły lądowe, oznaczoną jako Funkschlüssel M lub M3. Heer i Luftwaffe wykorzystywały w tym czasie zestaw trzech typów wirników, ale Kriegsmarine dla zwiększenia bezpieczeństwa zamówiła zestaw pięciu typów wirników, z których do zainstalowania można było wybrać trzy z nich.
W grudniu 1938 także inne formacje Wehrmachtu zaczęły wykorzystywać rozszerzony do pięciu typów zestaw wirników. W 1938 Kriegsmarine wzbogaciła swój zestaw wirników o dodatkowe dwa typy i kolejny typ w 1939, co dało zestaw ośmiu typów wirników. W sierpniu 1935 również Luftwaffe zaczęła stosować do komunikacji maszyny Enigma w wersji używanej przez siły lądowe. Pierwsza czterowirnikowa Enigma została wprowadzona po raz pierwszy w Kriegsmarine 1 lutego 1942 z przeznaczeniem do łączności z niemieckimi okrętami podwodnymi. Oficjalnie maszyna nosiła oznaczenie M4, a sieć w której je wykorzystywano, została oznaczona przez aliantów kryptonimami Triton (Tryton) oraz Shark (rekin). Dodatkowy, znacznie cieńszy wirnik został umieszczony w maszynie wraz z nowym, również cieńszym walcem odwracającym.

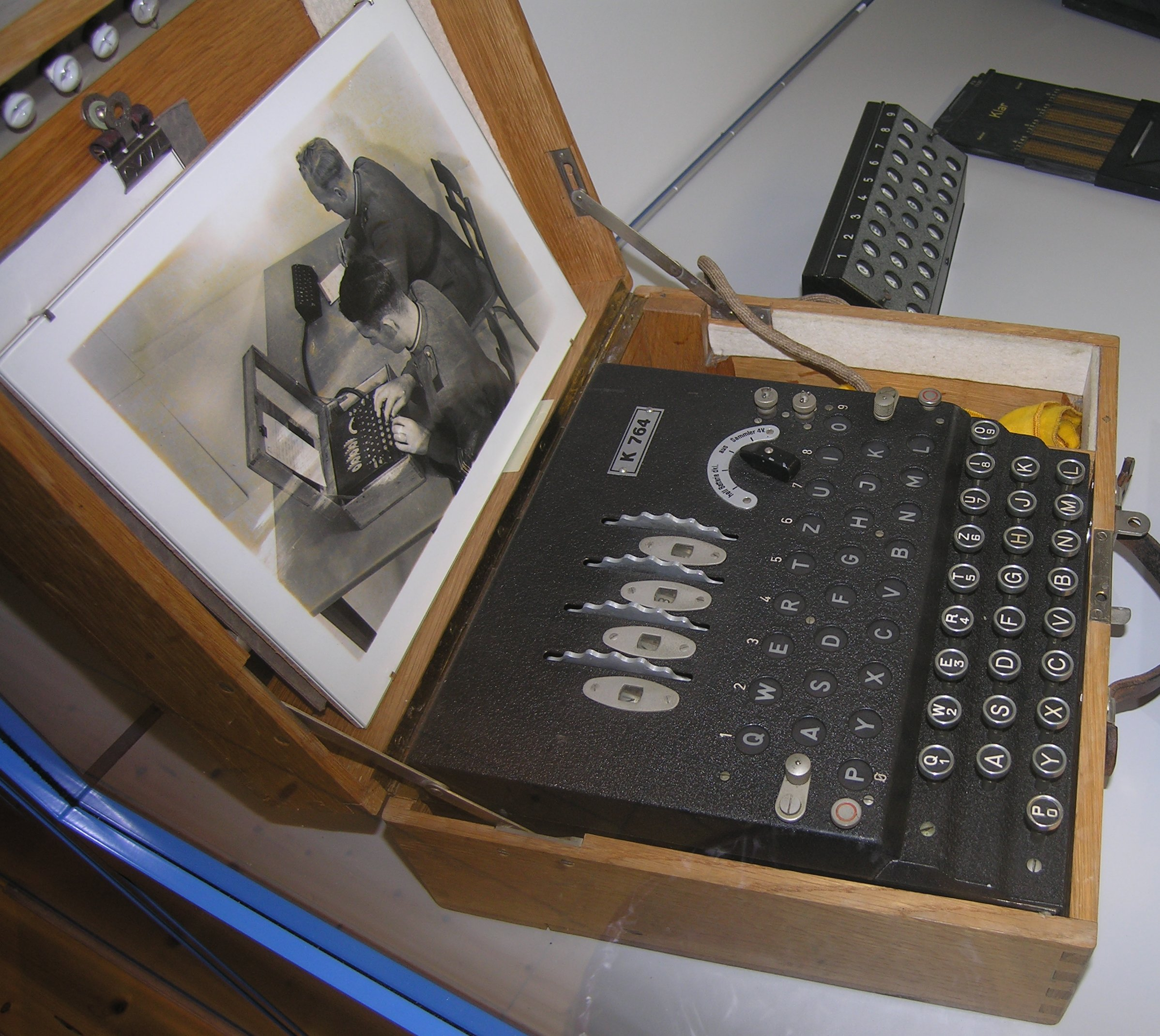
Czterowirnikowa szwajcarska Enigma K, wyprodukowana w Niemczech, wykorzystywała wirniki o innych uzwojeniach

Zbudowano również o wiele bardziej skomplikowaną maszynę szyfrującą, posiadającą 8 wirników, ze zintegrowaną maszyną do pisania, oznaczoną jako Enigma II. W 1933 polskie stacje nasłuchowe przechwyciły transmisje szyfrogramów między niemieckim dowództwem najwyższego szczebla, ale sama maszyna jako zbyt zawodna i podatna na częste zacięcia nie znalazła większego zastosowania i została wkrótce wycofana.

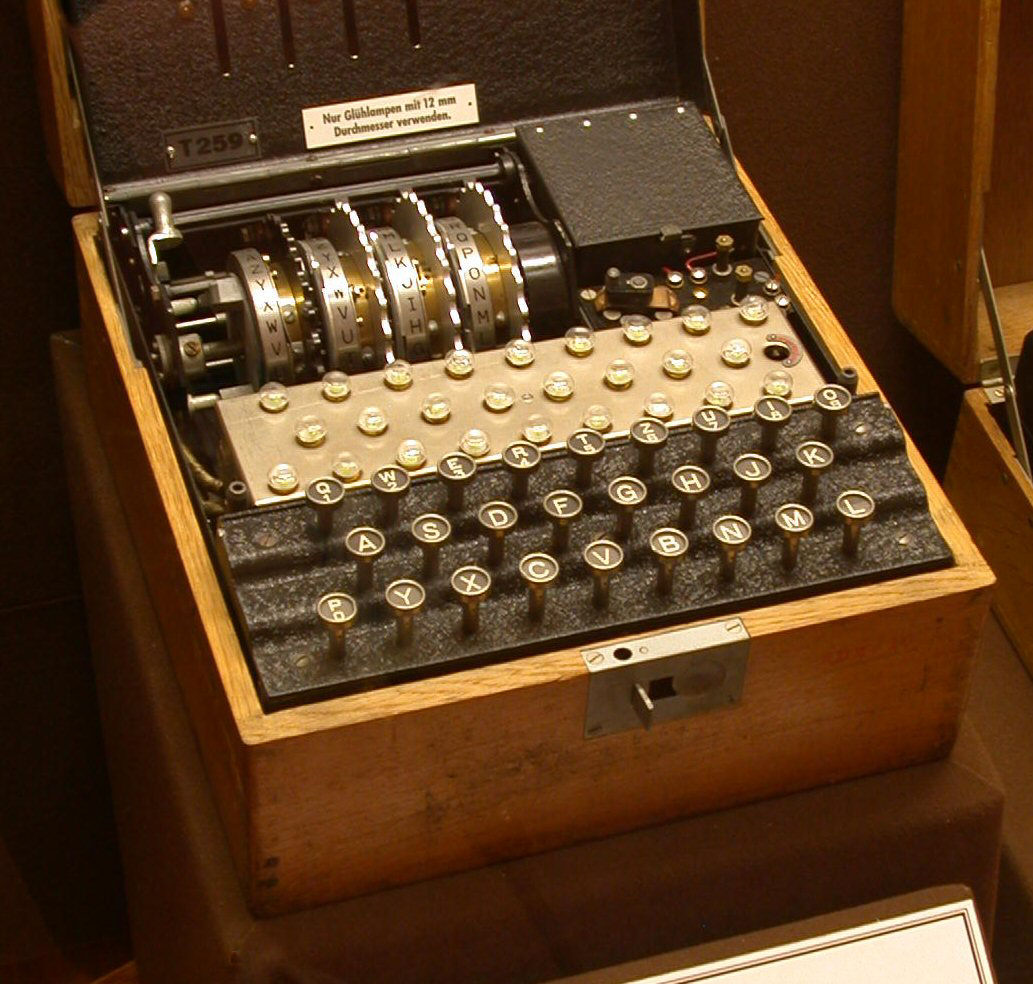
Enigma T (Tirpitz) – zmodyfikowana handlowa wersja Enigmy K, przeznaczona dla Japończyków

Służby wywiadu i kontrwywiadu wojskowego III Rzeszy Abwehra wykorzystywały maszynę w wersji Enigma G (nazywaną Abwehr Enigma). Ta wersja Enigmy posiadała 4 wirniki z wieloma wcięciami, które powodowały częstsze obroty podczas szyfrowania, ale nie posiadała przełącznicy kablowej. Dodatkowo maszyna posiadała licznik, którego stan zwiększał się po każdym naciśnięciu klawisza, przez co zyskała dodatkową nazwę Zahlwerk Enigma (Enigma licznikowa; niem. zahlwerk – licznik).
Poza Niemcami Enigmę wykorzystywano także w innych państwach. Marynarka wojenna Włoch zaadaptowała do celów wojskowych handlową wersję maszyny, nazwaną „Koderem Marynarki D”. Hiszpania wykorzystywała Enigmy podczas wojny domowej. W szwajcarskiej armii i dyplomacji korzystano z maszyn Enigma, oznaczonych jako model K lub Swiss K, które były bardzo podobne do handlowej wersji cywilnej Enigmy D. Ta wersja maszyny została rozszyfrowana przez wiele zespołów kryptologów z Polski, Francji, Wielkiej Brytanii i Stanów Zjednoczonych (ostatnia nazwa kodowa to INDIGO). Enigma T, oznaczona nazwą kodową Tirpitz, została wyprodukowana specjalnie dla Japonii.
Ocenia się, że powstało około 100 tysięcy maszyn Enigma; większość tych, które ocalały po II wojnie światowej, została sprzedana do państw rozwijających się jako urządzenia wciąż zapewniające wystarczający poziom bezpieczeństwa transmisji. Utrzymanie w tajemnicy umiejętności odszyfrowywania Enigmy umożliwiło wywiadowi brytyjskiemu i innym wywiadom państw zachodnich dostęp do kodowanych informacji, w tym poczty dyplomatycznej państw, które nadal używały Enigmę.

## Polskie prace nad złamaniem szyfru Enigmy

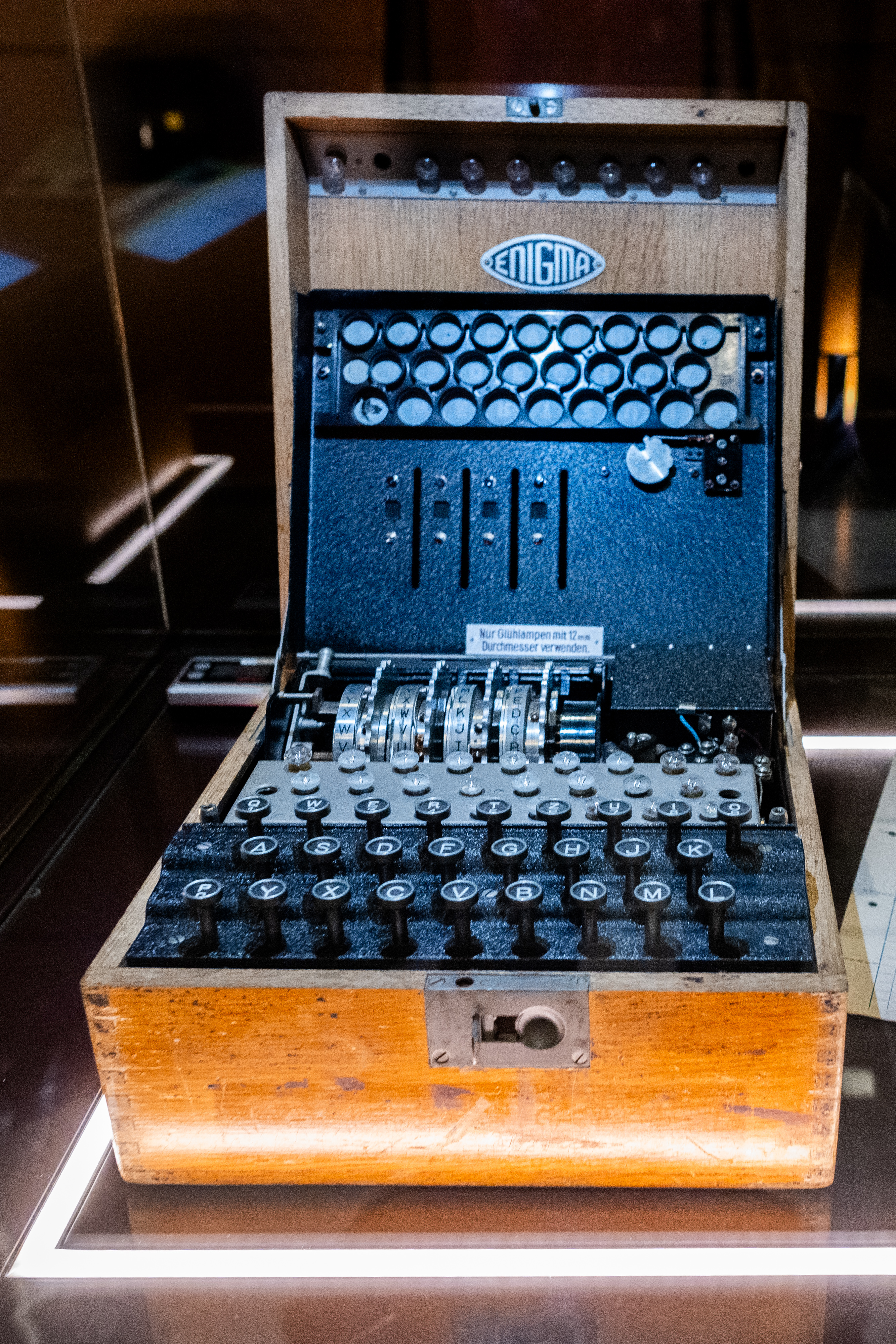
Enigma – model K 470 wyeksponowana w Centrum Szyfrów Enigma w Poznaniu

Pierwsze próby złamania szyfru Enigmy podejmowali Francuzi, Anglicy i Polacy już pod koniec lat dwudziestych, jednak bez rezultatu. Głównym problemem dekryptażu było zastosowanie przełomowego na owe czasy maszynowego szyfrowania szyfrem polialfabetycznym, w których każda litera tekstu jawnego szyfrowana jest za pomocą innej permutacji alfabetu, co pozwala ukryć własności językowe szyfrogramu oraz czynić go niewrażliwym na próby dekryptażu podejmowane przy użyciu dotychczas stosowanych metod lingwinistycznych.
W łamaniu szyfrów główną rolę odgrywali lingwiści, którzy w procesie kryptoanalizy wyłapywali charakterystyczne cechy języka, takie jak częstość powtarzania się liter, długość wyrazów itd. W sytuacji zastosowania mechanicznych maszyn szyfrujących analiza lingwistyczna nie przynosiła żadnych rezultatów, co wymusiło na kierownictwie Biura Szyfrów Oddziału II Sztabu Głównego zatrudnienie do pracy profesjonalnych matematyków.
W styczniu 1929 na Uniwersytecie Poznańskim z inicjatywy Biura Szyfrów zorganizowano kurs kryptologii, przeznaczony dla najlepszych studentów matematyki, znających język niemiecki. Wybór uczelni poznańskiej nie był przypadkowy, gdyż ze względu na położenie miasta znajomość niemieckiego była tam powszechna. Na kurs, którego wykładowcami byli dojeżdżający z Warszawy mjr Franciszek Pokorny, kpt. Maksymilian Ciężki oraz inż. Antoni Palluth, zostało skierowanych dwudziestu kilku najzdolniejszych uczniów profesora Zdzisława Krygowskiego, w tym Marian Rejewski, Jerzy Różycki i Henryk Zygalski.

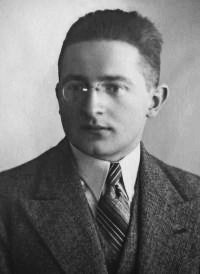
Marian Rejewski (1905-80) ok. 1932 r., kiedy „złamał” Enigmę
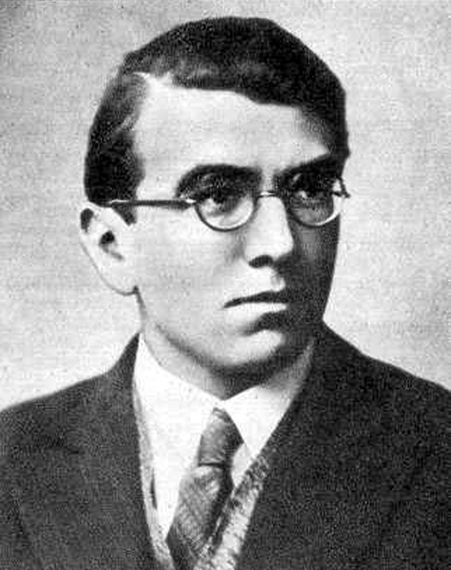
Henryk Zygalski (1908-78)
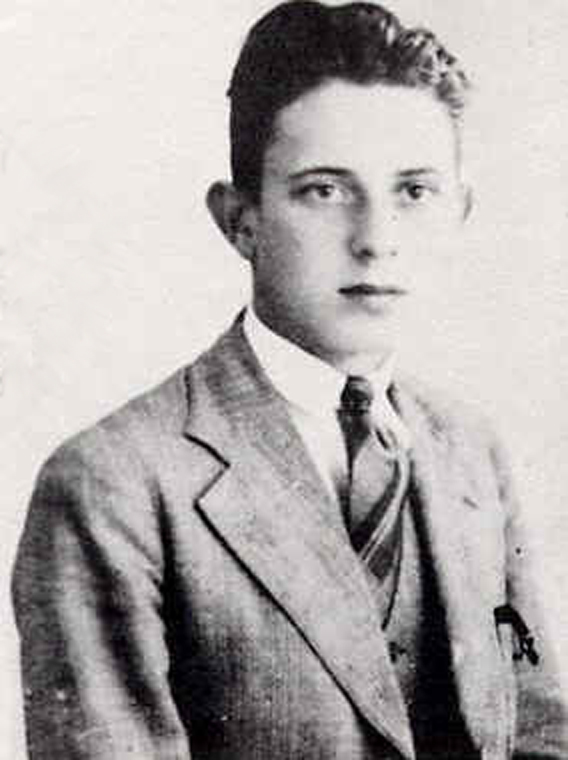
Jerzy Różycki (1909-42)

Jesienią 1930 utworzono w Poznaniu ekspozyturę Biura Szyfrów, w której zatrudniono ośmiu najzdolniejszych absolwentów kursu kryptologii, w tym Rejewskiego, Różyckiego i Zygalskiego. Dwa lata później filia została rozwiązana, a Marian Rejewski, Jerzy Różycki i Henryk Zygalski od 1 września 1932 rozpoczęli pracę w Referacie Szyfrów Niemieckich w Biurze Szyfrów Sztabu Głównego Wojska Polskiego, w Pałacu Saskim w Warszawie. Ich głównym zadaniem było złamanie Enigmy. Mocarstwa zachodnie mocno wątpiły w możliwość złamania algorytmu szyfrującego Enigmy, wszystkie nieliczne próby zrozumienia mechanizmu szyfrowania „Enigmą” okazywały się nieskuteczne.
W październiku 1931 francuski wywiad Deuxième Bureau zwerbował Hansa-Thilo Schmidta (ps. „Asché”), który podczas dziewiętnastu spotkań przekazał zdjęcia wojskowej wersji „Enigmy”, opis sposobu jej używania, instrukcję posługiwania się kluczami szyfrującymi oraz tablice miesięczne kluczy. Kpt. Gustave Bertrand z francuskiego wywiadu kopie uzyskanych informacji przekazał wywiadowi brytyjskiemu oraz 8 grudnia 1931 Stefanowi Mayerowi i Gwido Langerowi z polskiego wywiadu. Informacje te przyspieszyły złamanie „Enigmy”, ale potrafili je wykorzystać tylko Polacy.
W grudniu 1932 udało się Rejewskiemu rozwiązać szyfr Enigmy. Polacy opracowali efektywne metody deszyfrowania Enigmy, wykorzystując w tym celu w sposób nowatorski istniejące teorie kombinatoryczne tzw. cykli i transpozycji. Do określania permutacji cykli wirników Enigmy wykorzystywano zaprojektowany przez Rejewskiego cyklometr i wykonany przez wytwórnię „AVA” i karty charakterystyk, które ze względu na zmianę kodowania wprowadzoną 15 września 1938 przestały być wykorzystywane. Do tego czasu ustalenie kodu dziennego przy pomocy powyższych narzędzi zajmowało około 15 do 20 minut.
Około października 1938 Rejewski opracował unikalne elektromechaniczne urządzenie, nazwane bombą kryptologiczną, którego zadaniem było automatyczne łamanie szyfru Enigmy w oparciu o opracowaną teorię cykli. Bomba kryptologiczna składała się z sześciu sprzężonych polskich sobowtórów Enigmy, napędzanych silnikiem elektrycznym. W połowie listopada tego samego roku zbudowano sześć takich bomb, wykorzystywanych wyłącznie do rozszyfrowywania podwójnie szyfrowanych kluczy dziennych. Wszystkie sześć „bomb” zbudowała wytwórnia „AVA”, koszt jednej z nich szacowany jest na ok. sto tysięcy przedwojennych złotych (obecnie równowartość ponad miliona PLN). Szyfrogramy dekodowano przy pomocy perforowanych płacht Zygalskiego, opracowanych w celu znajdowania właściwych połączeń Enigmy. Jedna bomba kryptologiczna pozwalała na odkodowanie klucza dziennego w ciągu około dwóch godzin i zastępowała pracę około 100 ludzi.
Używane do złamania „Enigmy”: cyklometr, płachty Zygalskiego, później także 15 zrekonstruowanych „sobowtórów „Enigmy”, wyprodukowała Wytwórnia Radiotechniczna AVA, spółka założona z niejawnym udziałem Sztabu Głównego WP przez inż. Antoniego Pallutha, oficera wywiadu Sztabu Głównego, uzdolnionych krótkofalowców: Ludomira Danilewicza i jego brata Leonarda, podoficera wojsk łączności Edwarda Fokczyńskiego. Jej kierownikiem technicznym oraz głównym konstruktorem był Tadeusz Heftman. Od tego czasu Polacy mogli odczytywać korespondencję niemiecką, choć nie było to proste, bowiem Niemcy stale udoskonalali maszynę i procedury szyfrowania. W lutym 1933 w spółce zamówiono także wyprodukowanie polskiej maszyny szyfrującej, nazwanej „Lacida”. Nazwa pochodzi od „La” – płk. Langera szefa całej operacji, „ci” – od nazwiska por. Ciężkiego i „da” – od Danilewicza. AVA produkowała także sprzęt łączności dla wojska, policji, straży granicznej, a także urządzenia łączności oraz radiopodsłuchu dla Biura Szyfrów.

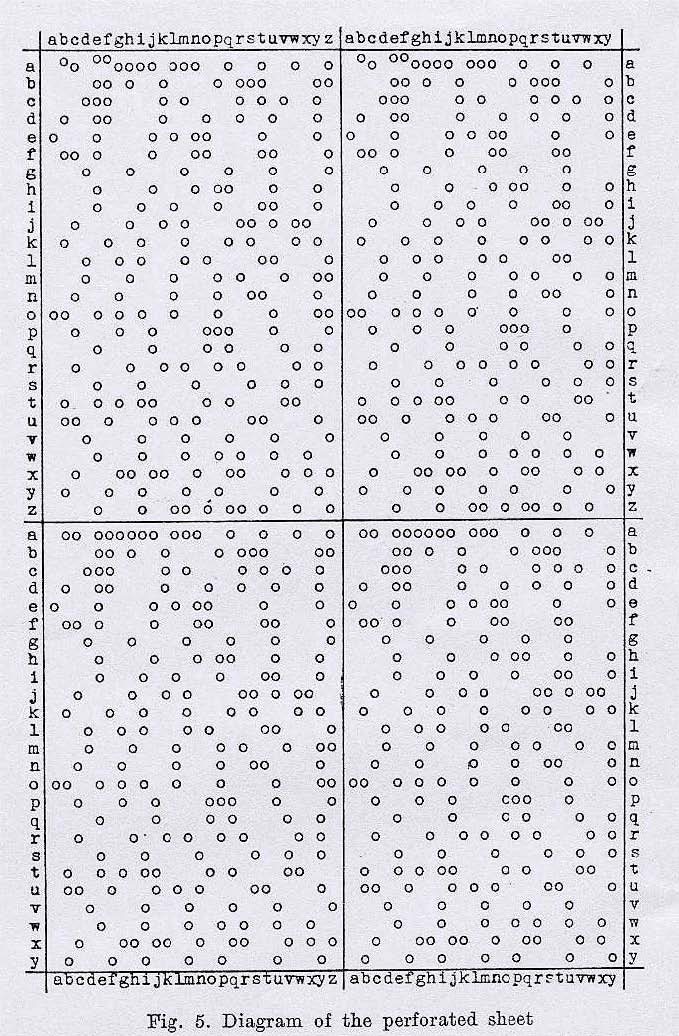
Jedna z płacht Zygalskiego (1938)

W 1939 Niemcy kolejny raz zmienili sposób szyfrowania, co wymusiło konieczność zbudowania dalszych 54 bomb kryptologicznych (aby łączna ich liczba wynosiła 60) i opracowania 60 kompletów bardzo pracochłonnych w wykonaniu płacht Zygalskiego (jeden komplet liczył 26 płacht), które miały zawierać ok. 1,5 mln perforacji. Praca taka znacznie wykraczała poza możliwości finansowe polskiego wywiadu, było też oczywiste, że prace nie zakończą się przed wybuchem wojny.

## Przekazanie metod rozwiązania Enigmy aliantom
Pierwsze spotkanie polskich, francuskich oraz brytyjskich specjalistów kryptologii i radiowywiadu zorganizowano 9 i 10 stycznia 1939 w Paryżu, w siedzibie francuskiego wywiadu. W konferencji określonej jako „X-Y-Z” uczestniczyli ze strony gospodarzy: mjr Gustave Bertrand i kpt. Henri Braguenie; Anglicy: komandorzy Alastair Dennistor i Hugh Foss, a także Dillwyn Knox. Polski wywiad reprezentowany był przez płk Gwidona Langera i mjr Maksymiliana Ciężkiego; Polacy mieli ujawnić złamanie „Enigmy” jedynie w przypadku uzyskania wartościowych informacji na jej temat od pozostałych uczestników spotkania. Ponieważ Francuzi i Brytyjczycy nie mieli żadnych sukcesów, ustalono jedynie zasady współpracy w dekryptażu „Enigmy”.
Ze względu na spodziewany wybuch wojny i wspierającą Polskę postawę Francji, 25 i 26 lipca 1939 odbyła się druga konferencja „X-Y-Z”, w ośrodku polskiego Biura Szyfrów w Pyrach pod Warszawą. Pracowały tam cztery radiostacje krótkofalowe dużej mocy (dalekiego zasięgu), konstrukcji inż. Tadeusza Heftmana, wyprodukowane przez wytwórnię „AVA”, służące do radiopodsłuchu oraz wychwytywania niemieckich depesz szyfrowanych „Enigmą”. Do wymienionych wcześniej oficerów wywiadu trzech państw dołączył płk Stewart Menzies z brytyjskiego wywiadu. Zdumionym Francuzom i Brytyjczykom Polacy przekazali po jednym egzemplarzu sobowtóra „Enigmy”, wyprodukowanego przez wytwórnię „AVA”, oraz dokumentację dotyczącą metod rozwiązywania nastawień i kluczy „Enigmy”.

## Dekryptaż „Enigmy” po wybuchu wojny (polski wkład)
Po wybuchu wojny kryptolodzy Biura Szyfrów ewakuowali się do Rumunii, następnie z pomocą francuskiego attaché wojskowego do Paryża. Pomimo nalegań Brytyjczyków, Francuzi nie zgodzili się na utworzenie polsko-francusko-brytyjskiego ośrodka dekryptażu „Enigmy”. Za zgodą polskich władz ustalono, że polscy kryptolodzy będą pracować we francuskim ośrodku dekryptażu, kierowanym przez mjr Gustave Bertranda; w pracach miał uczestniczyć brytyjski oficer łącznikowy kpt. Kenneth MacFarlan. Ośrodek zlokalizowano 35 km od Paryża, w willi Chateau de Vignolles w miejscowości Gretz-Armainvilliers. Ulokowano tam francuską jednostkę kryptologiczną (kryptonim „P.C.Bruno”, Poste de Commandement Bruno); ekipa piętnastu polskich kryptologów otrzymała kryptonim „Ekipa Z”. Prace związane z dekryptażem „Enigmy” podjęto 20 października 1939.
Ekipę tworzyli: ppłk dypl. Gwido Langer (kierownik); współpracował z mjr Bertrandem oraz kpt. MacFarlanem. Łamaniem szyfrów niemieckich zajmowali się: mjr Maksymilian Ciężki (kierownik); współpracował z mjr Renardem. Szyfry ręczne łamali: kpt. Wiktor Michałowski, Larcher, por. Antonii Palluth. Szyfry maszynowe – Marian Rejewski, kpt. Braquenie oraz kryptolodzy: Jerzy Różycki, Henryk Zygalski; deszyfranci: ppor. Kazimierz Gaca, Ryszard Krajewski, Sylwester Palluth (bratanek Antoniego), por. Henryk Paszkowski. Szyfry sowieckie łamali: kpt. Jan Józef Graliński, por. dr Stanisław Szachno, Piotr Smoleński. Za technikę odpowiedzialny był st. majster Edward Fokczyński.
Wielka Brytania zorganizowała własny ośrodek dekryptażu w Bletchley Park (kryptonim „Station X”) pod Londynem. Prace prowadzone były pod kierunkiem Alana Turinga, który wkrótce dostarczył Polakom 60 wykonanych przez Brytyjczyków „płacht Zygalskiego”, później wielokrotnie przyjeżdżał na konsultacje. Wyniki prac polskiego zespołu przekazywane były na bieżąco Brytyjczykom, z Bletchley Park dostarczano zaszyfrowane „Enigmą” niemieckie depesze, przechwycone przez brytyjski radiowywiad. Prace nad dekryptażem Enigmy postępowały, 17 stycznia 1940 Polacy złamali pierwszy klucz dzienny „Enigmy” używanej przez Wehrmacht. Później liczba odnalezionych nastawień i kluczy wzrosła do 126. Do czerwca 1940 odczytano 8.335 zaszyfrowanych depesz. Brytyjczycy w Bletchley Park do dekryptażu „Enigmy” wykorzystywali maszynę Turinga, której zasada działania była odmienna od polskiej „bomby kryptologicznej”. Od 8 kwietnia 1940 Anglicy w miarę regularnie odczytywali już samodzielnie niemieckie depesze.
Polski zespół pracował w „P.C.Bruno” do 14 czerwca 1940; po upadku Francji 24 czerwca ekipę ewakuowano do Tuluzy, stamtąd samolotem 3 lipca do Oranu, potem do Algieru. Po kilku dniach zaakceptowano plan mjr Bertranda dotyczący kontynuowania pracy na nieokupowanym terenie Francji. Ekipa podjęła pracę na terenie administrowanym przez rząd Vichy w willi Chateau des Fouzes (kryptonim „Cadix”) w Uzès niedaleko Nîmes. Polską ekipę podporządkowano Oddziałowi II Sztabu Naczelnego Wodza, otrzymała kryptonim „Ekspozytura 300”.
W Algierze pozostała filia tego ośrodka, którą kierował major Maksymilian Ciężki. Co kilka miesięcy kryptolodzy z obu ośrodków wymieniali się, podróżując drogą morską z Francji do Algieru. Podczas jednej z takich wypraw w katastrofie statku Lamoricière płynącego z Algieru do Marsylii 9 stycznia 1942 w pobliżu Minorki (archipelag Balearów) zginęło trzech polskich pracowników ośrodka Cadix, wśród nich Jerzy Różycki i oficer francuski.
Po wkroczeniu Niemców do południowej Francji 9 listopada 1942, zaistniała konieczność ewakuowania ośrodka Cadix z rejonu Uzès.
Rejewski i Zygalski 29 stycznia 1943 przedostali się przez granicę francusko-hiszpańską, ale w Hiszpanii prawie natychmiast zostali aresztowani przez tamtejszą policję. Najpierw osadzono ich w więzieniu w Séo de Urgel, a 24 marca przeniesiono do innego więzienia w Lérida. Ostatecznie dzięki wstawiennictwu Polskiego Czerwonego Krzyża obaj kryptolodzy zostali 4 maja uwolnieni i odesłani do Madrytu. Następnie Rejewski i Zygalski przedostali się do Portugalii, skąd na pokładzie HMS Scottish popłynęli do Gibraltaru, a stamtąd samolotem Douglas DC-3 do Wielkiej Brytanii, gdzie dotarli 3 sierpnia 1943. 16 sierpnia obaj rozpoczęli pracę w jednostce radiowej Sztabu Naczelnego Wodza Polskich Sił Zbrojnych w Stanmore-Boxmoor pod Londynem, gdzie pracowali do zakończenia wojny.
Pozostali członkowie przedwojennego Biura Szyfrów – płk Gwidon Langer i mjr Maksymilian Ciężki – zostali złapani przez Niemców i wysłani do oflagu Schloss-Eisenberg. Inż. Antoni Palluth i Edward Fokczyński trafili do obozu koncentracyjnego Sachsenhausen, gdzie obaj ponieśli śmierć; Palluth podczas alianckiego nalotu, a Fokczyński z wycieńczenia.
Dzięki pracy kryptologów polskich, a później także brytyjskich z Bletchley Park, oraz dzięki przechwyconym w międzyczasie egzemplarzom Enigmy, pod koniec wojny praktycznie cała korespondencja szyfrowana przy jej pomocy była odczytywana przez aliantów. Średnio na dekryptaż niemieckiego meldunku wystarczał/y jeden do dwóch dni.

### Ocalałe Enigmy

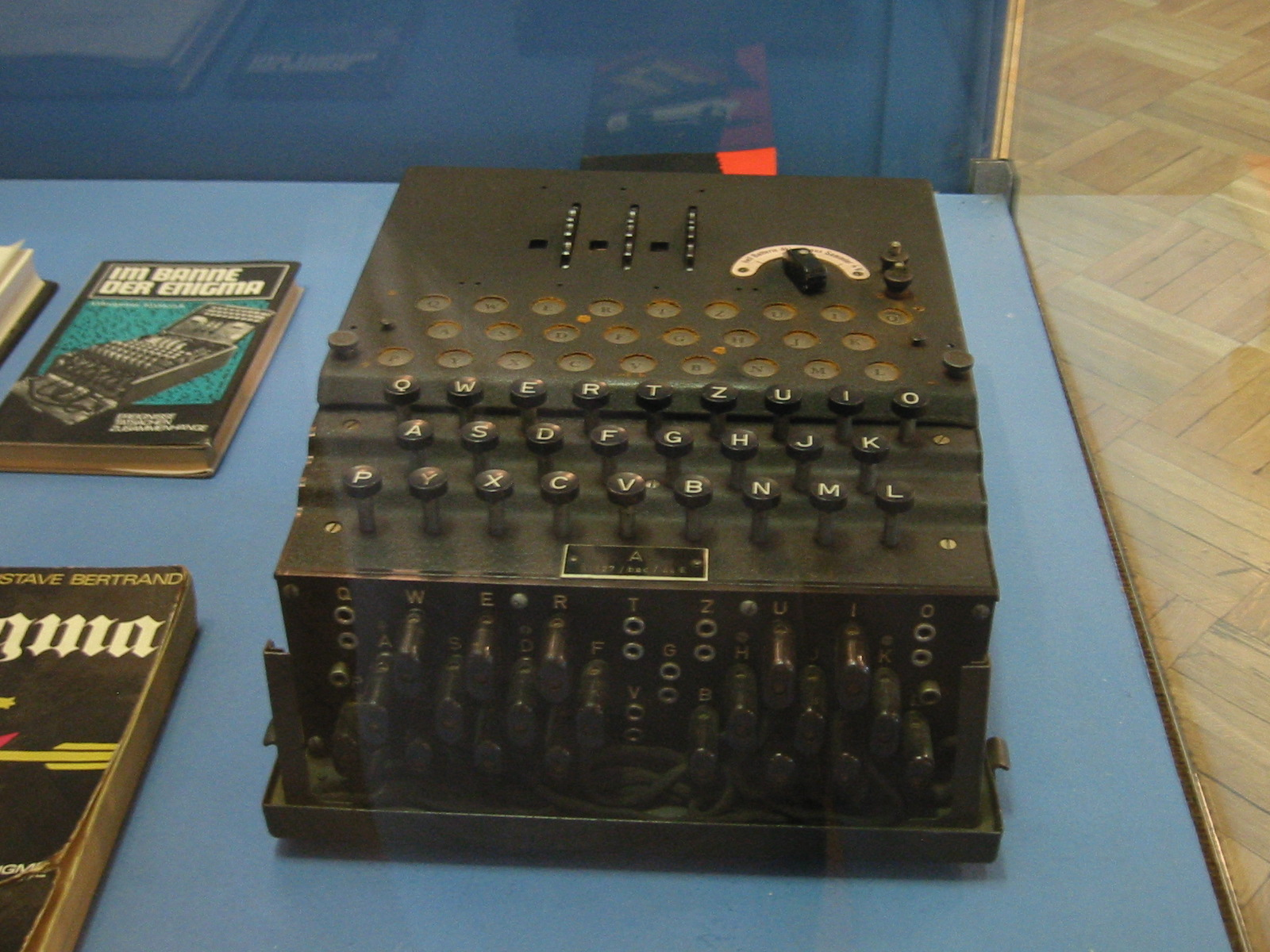
Enigma na wystawie w Muzeum Techniki w Warszawie

Informacje o rozszyfrowaniu Enigmy były utajnione do lat 70. XX wieku. Później maszyny wyszły z użycia i wiele egzemplarzy trafiło do zbiorów muzealnych w Europie i Stanach Zjednoczonych. W Polsce jedyny działający egzemplarz znajduje się w stołecznym Narodowym Muzeum Techniki. Urządzenie zostało uruchomione w 2015 roku, w standardowej wersji „typ I” dla wojsk lądowych i sił powietrznych, wariant do użytku w warunkach polowych z 1944 roku. Enigma wyposażona jest w wirniki szyfrujące II, III, V oraz bęben odwracający B. Ponadto enigmy znajdują się w Muzeum Wojska Polskiego (wersja wojskowa trójwirnikowa i handlowa) w Warszawie, Muzeum Wojska w Białymstoku i Muzeum Oręża Polskiego w Kołobrzegu, a także w izbie muzealnej Centralnego Ośrodka Szkolenia Agencji Bezpieczeństwa Wewnętrznego w Emowie.
W Deutsches Museum w Monachium znajdują się dwa egzemplarze, z 3 i 4 wirnikami, oraz kilka wcześniejszych wersji cywilnych. Jeden eksponat trzywirnikowy znajduje się w Muzeum Poczty w Berlinie. Działający egzemplarz Enigmy znajduje się w National Cryptologic Museum NSA w Fort Meade w stanie Maryland, gdzie udostępniono maszynę zwiedzającym, pozwalając własnoręcznie szyfrować i deszyfrować tekst. Inne egzemplarze znajdują się w muzeach Computer History Museum w Stanach Zjednoczonych, w Bletchley Park w Wielkiej Brytanii oraz w Instytucie Józefa Piłsudskiego w Londynie i Australian War Memorial w mieście Canberra w Australii. Wiele maszyn znajduje się także w rękach kolekcjonerów prywatnych. Egzemplarz Enigmy z Instytutu Józefa Piłsudskiego w Londynie został zbudowany przez Polaków w 1940 roku i był na wyposażeniu ośrodka Cadix w Uzes. Podczas likwidacji ośrodka maszynę, sprzęt i rzeczy osobiste zamurowano w piwnicy. W maju 1945 roku Marian Rejewski i Henryk Zygalski udali się z Londynu na południe Francji, by odzyskać pozostawione tam przed ewakuacją rzeczy i dostarczyć je do Anglii.
Pojawiające się sporadycznie na aukcjach Enigmy osiągają ceny rzędu 150-350 tysięcy dolarów. Można również zakupić działające repliki maszyn w wersji M4 Kriegsmarine, elektroniczne symulatory (tzw. Enigma-E) oraz oprogramowanie symulujące jej działanie. Jeden z nielicznych zachowanych egzemplarzy Enigmy I, wystawiony w 2020 roku na aukcji w Wiedniu, został sprzedany za 117,8 tys. euro.

### Inne maszyny oparte na Enigmie

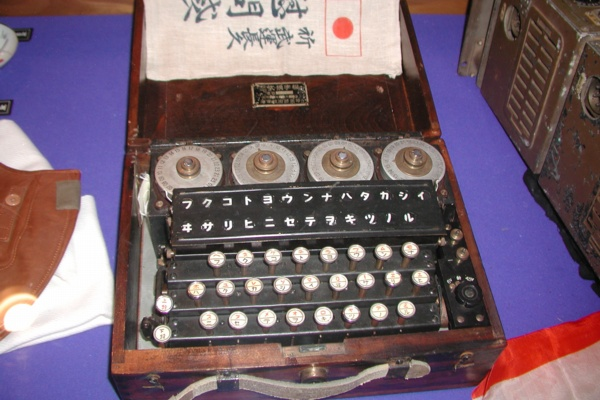
Opracowana w Japonii replika Enigmy o amerykańskim kryptonimie GREEN, rzadko używana

Enigma wywarła znaczący wpływ na konstrukcje wielu maszyn szyfrujących, głównie opartych na wirnikach. Brytyjska maszyna szyfrująca Typex została zainspirowana patentami Enigmy, także tymi, które nie zostały wykorzystane w najsłynniejszej wojskowej wersji maszyny. Rząd brytyjski w trosce o zachowanie tajemnicy nie ujawnił informacji o wykorzystanych rozwiązaniach i w związku z tym nie płacił żadnych tantiem autorom projektu. Japończycy wykorzystywali własną maszynę szyfrującą, która przez kryptologów amerykańskich została określona kryptonimem GREEN. Miała cztery wirniki, ale zainstalowane współpłaszczyznowo obok siebie (tzn. nie na jednej osi). Japońska maszyna nie znalazła aż tak szerokiego zastosowania, jak niemiecka. Amerykański kryptolog William Friedman zbudował własną maszynę, oznaczoną M-325, odmienną konstrukcyjnie, ale kodującą w podobny do Enigmy sposób.

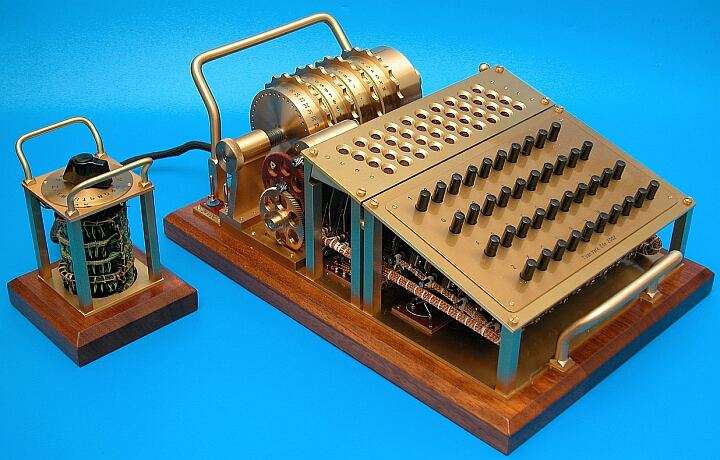
Holenderska maszyna szyfrująca Tatjany van Vark inspirowana Enigmą. Zbudowana w 2002 roku. Wirniki maszyny mają po 40 znaków w odróżnieniu od 26 oryginalnej Enigmy

W 2002 roku zbudowano w Holandii unikalną maszynę, której konstrukcja opiera się na idei Enigmy, ale posiada 4 wirniki z zestawem 40 znaków każdy, co umożliwiło wykorzystanie również cyfr i znaków przestankowych. Każdy z wirników składa się z 509 części.

## Enigma a sztuka i rozrywka
- Pierwszym polskim filmem o Enigmie jest Sekret Enigmy z 1979 w reżyserii Romana Wionczka, będący fabularną (z wplecionymi fragmentami czysto dokumentalnymi) rekonstrukcją wydarzeń historycznych związanych z rozszyfrowaniem Enigmy przez młodych polskich matematyków. W rolach kryptologów wystąpili Tadeusz Borowski (Marian Rejewski), Piotr Fronczewski (Jerzy Różycki) i Piotr Garlicki (Henryk Zygalski)[46][47]. 14 listopada 1980 rozpoczęto emisję 8-odcinkowego serialu telewizyjnego pod tytułem Tajemnica Enigmy, będącego rozszerzoną wersją kinowego Sekretu Enigmy. Twórcy serialu rozszerzyli wątki z życia osobistego bohaterów i wprowadzili więcej postaci historycznych[48]. Wartość strony dokumentalnej obu filmów jest nie do przecenienia, gdyż jednym z konsultantów naukowych był sam Marian Rejewski.
- Sztuka angielska Breaking the Code (Łamanie Kodu), autorstwa Hugh Whitemore’a, opowiada o życiu i śmierci Alana Turinga, jednej z czołowych postaci rozszyfrowujących zagadkę Enigmy w Bletchley Park w Wielkiej Brytanii. W rolę Turinga wcielił się Derek Jacobi, który w 1996 zagrał tego samego bohatera w telewizyjnej adaptacji sztuki.
- Powieść brytyjskiego pisarza Roberta Harrisa z 1996 zatytułowana Enigma opowiada o kulisach prac nad rozszyfrowaniem Enigmy w Bletchley Park. Na podstawie powieści zrealizowano w 2001 film w reżyserii Michaela Apteda pod tytułem Enigma, z Kate Winslet i Dougrayem Scottem w rolach głównych. Film był wielokrotnie krytykowany tak przez brytyjskie środowiska polonijne (Zjednoczenie Polskie) i polsko-brytyjski komitet historyczny, jak i przez kierownika katedry Europy Wschodniej na Uniwersytecie Oksfordzkim ze względu na zafałszowania historyczne i brak informacji o fundamentalnym udziale Polaków w rozszyfrowaniu Enigmy[49].
- Powieść Neala Stephensona Cryptonomicon, której akcja dzieje się podczas II wojny światowej i opowiada o pracy kryptologów, wspomina również o Bletchley Park i rozszyfrowywanej tam Enigmie. Przedstawione w książce zdarzenia dość swobodnie traktują fakty historyczne, stanowiąc jedynie tło akcji.
- W fantastycznonaukowej powieści amerykańskiej autorki Connie Willis Nie licząc psa istotnym elementem intrygi jest Ultra, czyli kryptonim prac nad deszyfracją Enigmy.

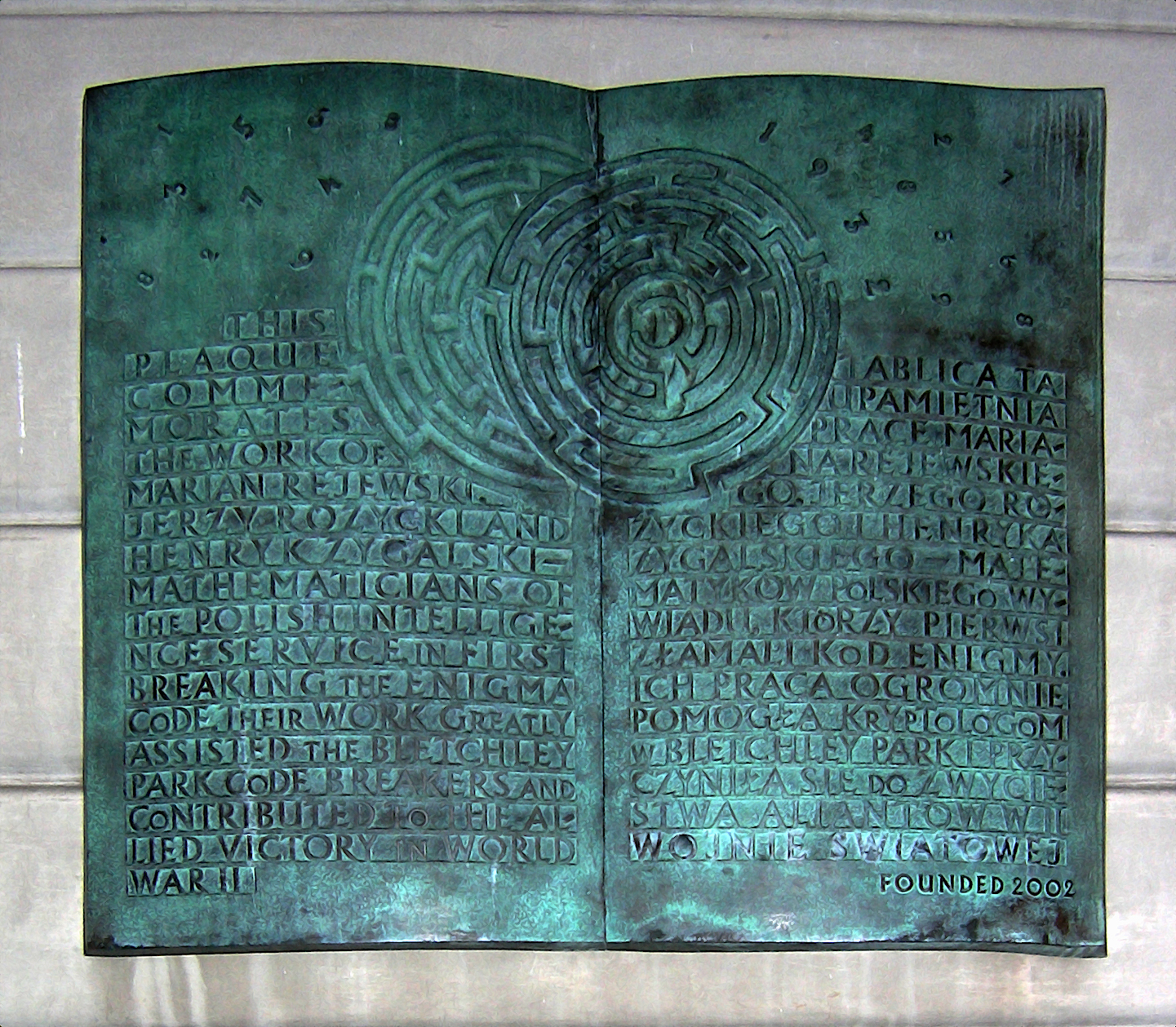
Tablica upamiętniająca złamanie kodu Enigmy przez Mariana Rejewskiego, Henryka Zygalskiego i Jerzego Różyckiego na pl. marsz. J. Piłsudskiego w Warszawie

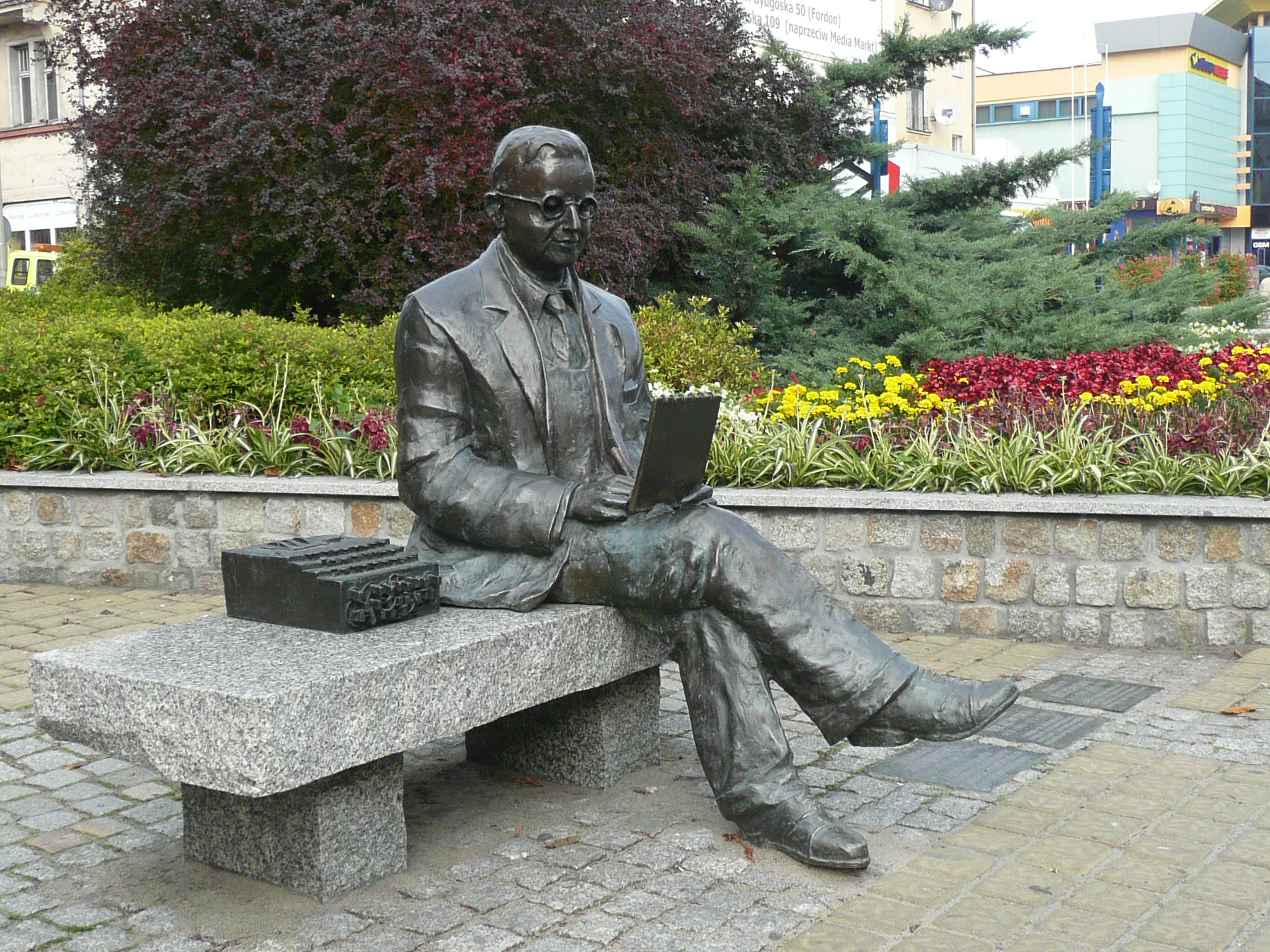
Pomnik Mariana Rejewskiego w Bydgoszczy

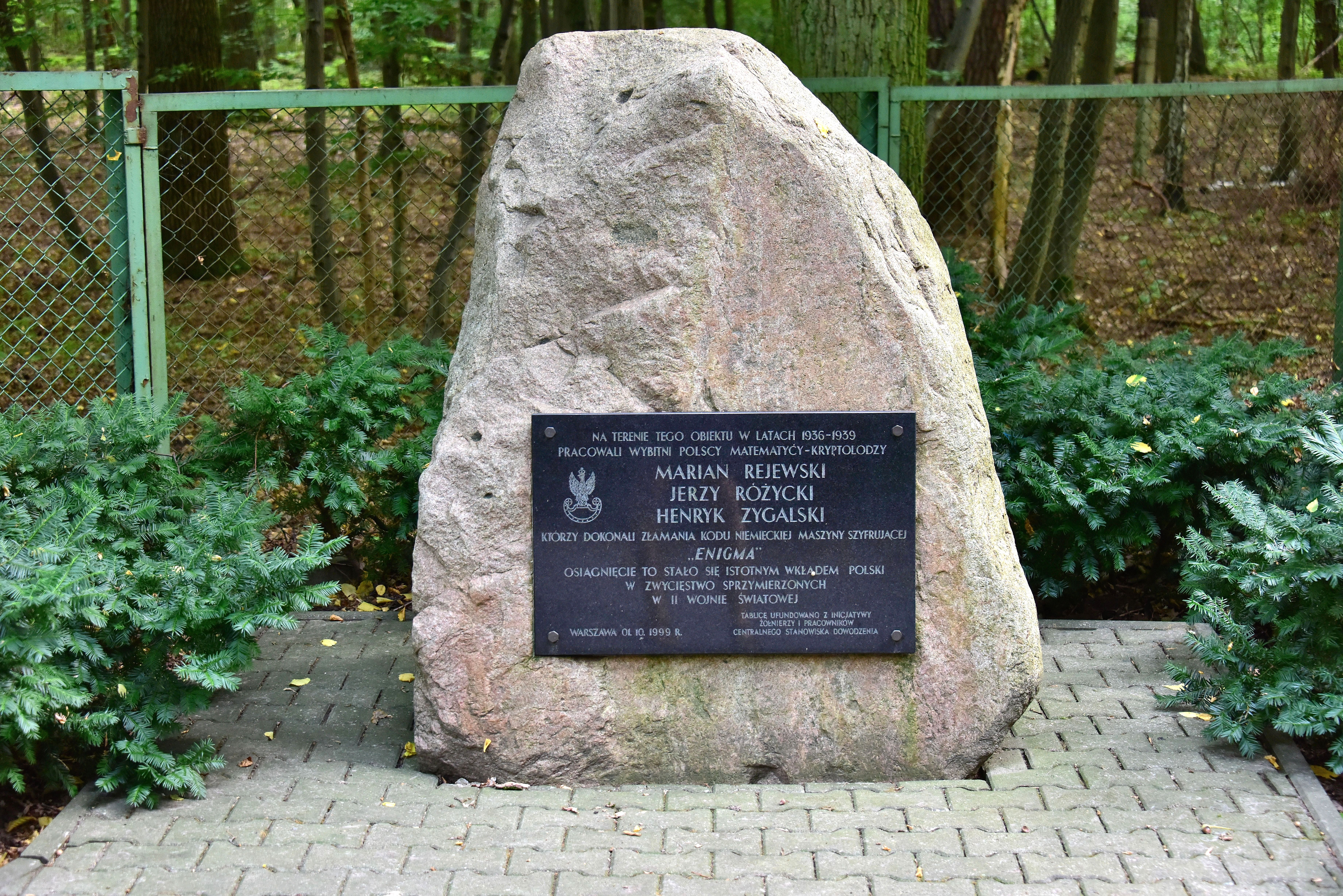
Upamiętnienie trójki kryptologów przed dawną siedzibą Referatu Niemieckiego Biura Szyfrów Oddziału II Sztabu Głównego Wojska Polskiego w Lesie Kabackim w Warszawie

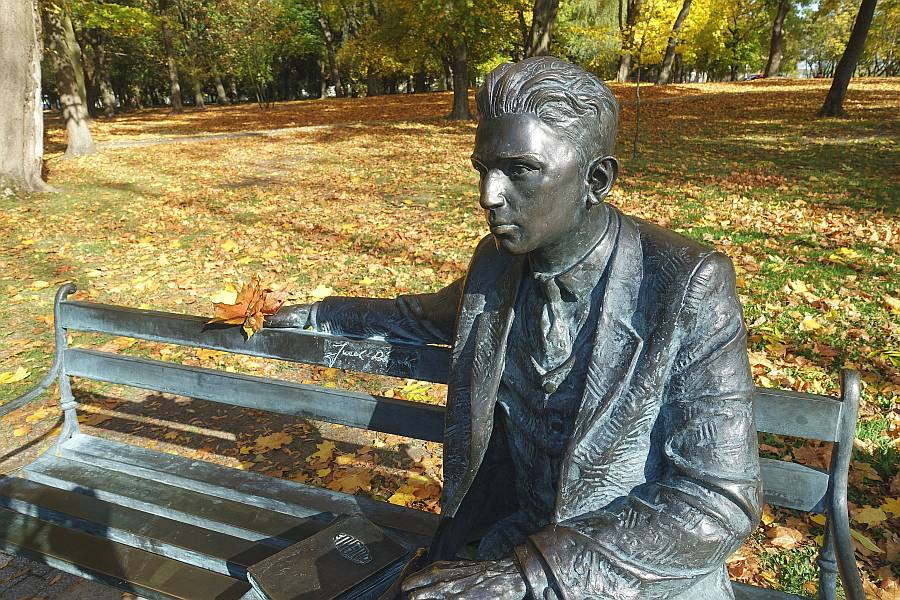
Ławeczka Jerzego Różyckiego w parku miejskim w Wyszkowie

- W 158. odcinku brytyjskiego serialu Doctor Who, zatytułowanym The Curse of Fenric, przedstawiono brytyjskich kryptologów (oraz postać, której inspiracją był Alan Turing) wykorzystujących maszynę szyfrującą ULTIMA (prawdopodobne nawiązanie do kryptonimu Enigmy – ULTRA).
- Gra komputerowa z gatunku fikcji interaktywnej pod tytułem Jigsaw autorstwa Grahama Nelsona(inne języki) zawiera układankę w postaci wiadomości zaszyfrowanej uproszczoną wersją Enigmy. Zagadka ta jest uważana za najbardziej kłopotliwą w całej grze, co prawdopodobnie ma uświadomić graczowi, jak trudne było rzeczywiste rozszyfrowywanie przechwyconych meldunków kodowanych Enigmą.
- W filmie U-571 z 2000 r. w reżyserii Jonathana Mostowa przedstawiono fikcyjną misję amerykańskiego okrętu podwodnego, której celem było porwanie niemieckiego U-boota i pozyskanie maszyny szyfrującej Enigma. Wykorzystana podczas kręcenia filmu Enigma była autentycznym egzemplarzem pozyskanym od kolekcjonera. Akcja sugeruje, że bez uzyskania maszyny nigdy wcześniej nie było możliwe odczytanie szyfrowanych nią wiadomości, podczas gdy w rzeczywistości polscy kryptolodzy od 1932 roku dekodowali meldunki, nie posiadając jakiegokolwiek egzemplarza niemieckiej wojskowej Enigmy. Rzeczywiste przechwycenie niemieckiej maszyny szyfrującej oraz jej części przez Royal Navy miało miejsce na długo przed przyłączeniem się Stanów Zjednoczonych do wojny, a pierwszy zdobyty przez Amerykanów okręt przechwycono kilka dni przed lądowaniem w Normandii.
- W filmie Wolfganga Petersena z 1981 pod tytułem Okręt (tytuł oryginału Das Boot) pokazano czterowirnikową maszynę Enigma M4. Wielokrotnie przedstawiono czynności szyfrowania i deszyfrowania meldunków, rutynowego codziennego wykorzystywania Enigmy na pokładzie niemieckiego okrętu podwodnego.
- W filmie reżyserii Mortena Tylduma z 2014 r. pod tytułem Gra tajemnic przedstawiono historię Alana Turinga. Akcja skupia się na postaci wybitnego matematyka i jego nowatorskich kroków w celu złamania kodu Enigmy. W filmie wspomniany jest też udział polskich kryptologów w pracach nad szyfrem.

## Upamiętnienie
- 25 września 2021 roku w Poznaniu zostało otwarte interaktywne „Centrum Szyfrów Enigma”. Multimedialna ekspozycja centrum poświęcona jest historii maszyny szyfrującej Enigma i trzem polskim kryptologom: Marianowi Rejewskiemu, Henrykowi Zygalskiemu i Jerzemu Różyckiemu[50].
- W Poznaniu znajduje się pomnik polskich kryptologów: Mariana Rejewskiego, Henryka Zygalskiego i Jerzego Różyckiego, którzy wnieśli duży wkład do złamania kodu Enigmy. Pomnik znajduje się w centrum miasta, przed głównym wejściem do Zamku Cesarskiego (ul. Święty Marcin). Miejsce zostało wybrane nieprzypadkowo – Zamek mieścił przed II wojną światową niektóre zakłady Uniwersytetu Poznańskiego, m.in. tu był prowadzony kurs kryptologii.
- W Bletchley Park na terenie Muzeum znajduje się tablica upamiętniająca Mariana Rejewskiego, Jerzego Różyckiego i Henryka Zygalskiego, złamanie przez nich jako pierwszych szyfru Enigmy i ich zasługi dla sukcesu brytyjskich kryptologów i wkład w zwycięstwo w II wojnie światowej.
- W setną rocznicę urodzin Mariana Rejewskiego (2005 rok) w Bydgoszczy, jego rodzinnym mieście, na skrzyżowaniu ulicy Gdańskiej z ulicą Śniadeckich postawiono upamiętniającą go rzeźbę. Odlany w brązie pomnik przedstawia postać kryptologa siedzącego na ławce z grubych płyt granitowych.
- Narodowy Bank Polski, w 2007 roku, chcąc uczcić 75. rocznicę złamania szyfru Enigmy, wprowadził do obiegu monety okolicznościowe o nominałach 100 zł (złoto), 10 zł (srebro) oraz 2 zł (nordic gold)[51].
- Poczta Polska, chcąc uczcić dokonania Polaków na świecie, wprowadziła w roku 2009 do obiegu cztery znaczki. Na znaczku o nominale 1,95 zł przedstawiono podobiznę trzech odtwórców Enigmy: Mariana Rejewskiego, Henryka Zygalskiego i Jerzego Różyckiego[52].
- W 1999 przy ul. Leśnej w Lesie Kabackim w Warszawie, przy wjeździe do kompleksu obiektów Centrum Operacji Powietrznych-Dowództwa Komponentu Powietrznego (dawna siedziba Referatu Niemieckiego Biura Szyfrów Oddziału II Sztabu Głównego Wojska Polskiego) odsłonięto kamień z tablicą upamiętniającą pracujących tam w latach 1936–1939 Mariana Rejewskiego, Jerzego Różyckiego i Henryka Zygalskiego[53]
- W okolicy Lasu Kabackiego znajdują się ulice: Mariana Rejewskiego (w granicach Warszawy, między ulicą Puławską a lasem) oraz Enigma (w miejscowości Józefosław). W Wyszkowie rondo na skrzyżowaniu ulic Tadeusza Kościuszki (droga nr 62) i Stefana Okrzei nosi nazwę „Jerzego Różyckiego, matematyka i kryptologa”.
- W 2018 r. w parku miejskim w Wyszkowie – mieście, w którym w 1926 r. Jerzy Różycki zdał maturę – w pobliżu miejsca, gdzie przed II wojną stał budynek gimnazjum, odsłonięto rzeźbę – ławeczkę Jerzego Różyckiego, autorstwa Karola Badyny
- W sierpniu 2025 r. Lech Poznań zaprezentował wersję tzw. "trzeciej koszulki meczowej" na sezon 2025/2026, używanej w spotkaniach wyjazdowych w sytuacji, gdy oba dotychczasowe kolory pokrywają się ze strojami rywali będących gospodarzem. Na rękawku koszulki znajduje się data 31 grudnia 1932, kiedy Rejewski rozszyfrował maszynę Enigma. Poniżej na rękawkach znajduje się fragment płacht Zygalskiego, czyli poznaniaka biorącego udział w projekcie. Na przodzie koszulki znajdują się napisy KKS Lech i Kolejorz zaszyfrowane z użyciem szyfru Cezara. Koszulka została zaprezentowana przed meczem przeciwko FK Crvena zvezda w III rundzie kwalifikacji do Ligi Mistrzów, kiedy było już wiadomo, że Lech wystąpi w fazie ligowej jednego z europejskich pucharów[54].